# Persuasion (roman)
Vous lisez un « article de qualité » labellisé en 2011.  Il fait partie d'un « thème de qualité ».
Pour les articles homonymes, voir Persuasion (homonymie).
Persuasion est le dernier roman de la femme de lettres anglaise Jane Austen, publié posthumément en décembre 1817, bien que la page de titre soit datée de 1818. En France, il est paru pour la première fois en 1821 sous le titre : La Famille Elliot, ou L'ancienne inclination.
Le roman est regroupé en un volume double avec Northanger Abbey, le premier des grands romans de Jane Austen, écrit en 1803 mais resté non publié jusque-là. D'un ton plus grave que les œuvres précédentes de la romancière, il raconte les retrouvailles d'Anne Elliot avec Frederick Wentworth, dont elle a repoussé la demande en mariage huit ans auparavant, persuadée par son amie Lady Russell des risques de cette union avec un jeune officier de marine en début de carrière, pauvre et à l'avenir incertain. Mais alors que la guerre avec la France s'achève, le capitaine Wentworth revient, fortune faite, avec le désir de se marier pour fonder un foyer. Il a conservé du refus d'Anne Elliot la conviction que la jeune fille manquait de caractère et se laissait trop aisément persuader.
Outre le thème de la persuasion, le roman évoque d'autres sujets, tels que la Royal Navy, dont l'importance ici rappelle que deux des frères de Jane Austen y servaient, pour parvenir plus tard au rang d'amiral. Comme dans Northanger Abbey, la vie mondaine et superficielle de Bath – bien connue de Jane Austen – est longuement dépeinte, et sert d'arrière-plan à tout le second volume. Enfin, Persuasion marque une nette rupture avec les ouvrages précédents, par la chaleureuse attitude des personnages positifs qu'il met en scène, en fort contraste avec les héros souvent ternes, hautains ou peu cordiaux rencontrés auparavant, et dont le Mr Darcy de Orgueil et Préjugés est l'exemple extrême avant que son caractère intelligent, généreux et fort ne se révèle.

## Écriture et publication

### Contexte
Persuasion est le seul roman de Jane Austen qui a été écrit pendant la période même qu'il décrit, puisque, commencé en 1815 (le 8 août précisément, le jour où la population britannique dans son ensemble apprend le départ définitif de Napoléon pour l'exil à Sainte-Hélène) pour se terminer le 6 août 1816, alors que l'action commence au cours de l'été 1814 et se poursuit en 1815. En toile de fond se trouve donc la défaite française face aux forces alliées, l'abdication et l'exil de Napoléon à l'île d'Elbe en avril 1814, et la signature d'un traité de paix avec la France le 30 mai. Aussi, pour l'armée et la flotte anglaise, est-ce l'heure du retour en Angleterre, qui touche dans le roman l'amiral Croft et le capitaine Wentworth,. Le court intermède des Cent jours, qui commence par l'évasion de l'île d'Elbe le 1er mars 1815, pour se terminer à Waterloo le 18 juin, crée une brève inquiétude, qui se conclut finalement par une grande fierté nationale, teintée d'une certaine crainte des lendemains incertains qui attendent le pays. De nombreux poètes – Robert Southey, William Wordsworth ou encore Byron avec son Napoleon's Farewell (« L'Adieu de Napoléon ») – multiplient alors les poèmes à la gloire de Waterloo (Waterloo poems).
Cependant, le contexte personnel de Jane Austen à ce moment-là est plutôt sombre : en 1814, une action en justice est engagée contre Edward Knight, l'un de ses frères, pour lui contester la propriété du domaine de Chawton, y compris le cottage qu'il met à la disposition de sa mère et de ses deux sœurs ; ce n'est qu'après la mort de Jane Austen que l'affaire se conclut en faveur de son frère, la laissant vivre ses dernières années dans la crainte de se retrouver de nouveau sans domicile. À l'automne de 1815, Henry Austen, le frère de Jane, est malade ; au printemps 1816, sa banque fait faillite, entraînant de sérieuses pertes financières pour plusieurs membres de la famille – dont Edward Knight – et, par contre-coup, pour la romancière, sa mère et sa sœur Cassandra. À cette même époque commence également la maladie qui cause la mort de l'écrivain au cours de l'été de 1817.

### Achèvement du roman
Le 8 juillet 1816, Jane Austen commence le chapitre X du deuxième volume, et, le 18 juillet, appose le mot Finis (fin) en bas du chapitre XI. Mais elle est mécontente de son épilogue, qu'elle juge plat et insipide (tame and flat), comme le rapporte son neveu, James Edward Austen-Leigh. Elle reprend donc et étoffe la fin de l'ouvrage, le chapitre XI devenant alors le chapitre XII, pour achever l'œuvre définitivement le 6 août. Ces chapitres annulés de Persuasion constituent un cas unique, car ils sont les seuls des six grands romans de Jane Austen qui soient aujourd'hui détenus sous leur forme manuscrite originale, ratures et corrections comprises. À l'époque de Jane Austen, en effet, il n'était pas d'usage de conserver les manuscrits après la publication, et aussi bien les brouillons que les versions manuscrites au propre des grands romans de l'écrivain ont été détruits, les fragments de Persuasion ne devant leur survie qu'au fait qu'ils n'ont pas été publiés.

### Titre
Tout comme Northanger Abbey, dont le titre aurait dû être Susan, puis Catherine selon ce que l'on sait des intentions de la romancière, le titre sous lequel le roman est finalement publié, Persuasion, a sans doute été choisi par Henry Austen ; selon la tradition familiale en effet, Jane Austen en parlait comme de The Elliots. Toujours est-il que ce n'est qu'après la mort de Jane Austen, survenue le 18 juillet 1817, que son frère fait publier les deux romans, à la fin du mois de décembre 1817 (la date de 1818, sur la page de titre, résulte des impondérables des délais d'édition). Northanger Abbey et Persuasion sont ainsi publiés ensemble par John Murray, en quatre volumes (deux par roman), pour la somme de 24 shillings.

### Notice biographique de l'auteur
La publication conjointe en 1818 de Northanger Abbey et de Persuasion est précédée d'une notice biographique sur l'auteur (Biographical Notice of the Author). Écrite par Henry Austen et datée du 13 décembre 1817, soit moins de cinq mois après la mort de sa sœur, cette notice revêt une grande importance : c'est tout d'abord un hommage chaleureux – bien que d'un ton plutôt hagiographique – rendu à la femme et à l'écrivain, qui donne au public des informations sur sa vie et ses derniers instants, sa personnalité, ses goûts, ses lectures favorites, ou encore la façon dont elle lisait ses œuvres, jamais aussi bien mises en valeur que par sa propre voix (« never heard to so much advantage as from her own mouth »).
Henry Austen y parle, par exemple, du goût de sa sœur pour le poète William Cowper, que l'on retrouve dans Persuasion au travers de la description des beautés naturelles des environs de Winthrop ou de Lyme Regis.
C'est aussi la première présentation de Jane Austen comme auteur, et comme auteur majeur digne de figurer dans une bibliothèque, « aux côtés d'une d'Arblay et d'une Maria Edgeworth » (« placed on the same shelf as the works of a D'Arblay and an Edgeworth »), alors que sa réserve naturelle et ses doutes sur son propre talent avaient poussé toute sa vie l'écrivain à préserver le plus possible son anonymat. Cette notice, levant cet anonymat et la faisant connaître du public, reste la seule information biographique disponible sur l'auteur pendant plus de cinquante ans, avant que ne soit publié en 1870 A Memoir of Jane Austen, première biographie détaillée, écrite par son neveu James Edward Austen-Leigh.

### Accueil critique
La publication simultanée de Northanger Abbey et de Persuasion est accueillie par trois critiques au printemps 1818.
Le British Critic tout d'abord, parle essentiellement du premier de ces romans, et n'accorde que bien peu de place au second, en disant qu'il est « in every respect a much less fortunate performance than that which we have just been considering » (« à tous égards une œuvre beaucoup moins heureuse que celle que nous venons d'examiner »). Si elle voit dans Persuasion « l'œuvre manifeste du même esprit et des passages de très grand mérite », cette publication, de tendance à la fois conservatrice et religieuse, lui reproche sa morale, « qui semble être que les jeunes gens se devraient toujours marier selon leur inclination et selon leur propre jugement... ».
De son côté, The Gentleman's Magazine partage cet avis sur les deux points : « Northanger Abbey [...] est décidément préférable au second roman, non seulement par les incidents qui sont contés, mais même par sa tendance morale ».
Le Edinburgh Magazine enfin, plus modéré dans son opinion, juge « le premier roman plus enlevé, et le second plus pathétique... On retrouve le même bon sens, le même bonheur et la même pureté dans les deux ».
Au début du XXIe siècle encore, Persuasion reste le grand roman de Jane Austen le plus négligé par la critique.

### Traductions françaises

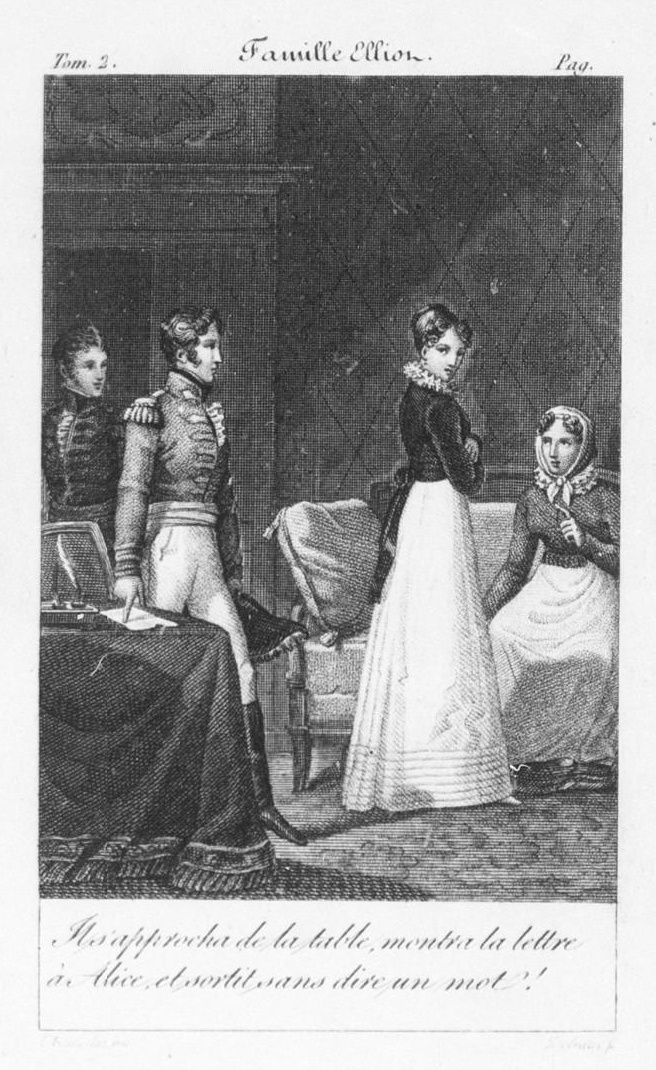
Frontispice du tome II de La Famille Elliot, édition de 1828.

Persuasion fait partie, comme Mansfield Park des romans de Jane Austen les moins traduits en français :
La première traduction française est la « traduction libre » d'Isabelle de Montolieu, publiée dès 1821 sous le titre La Famille Elliot, ou l'Ancienne Inclination. Mme de Montolieu justifie le changement de titre parce que Persuasion lui « a paru trop vague en français ; [elle] ne trouvai[t] pas qu'il indiquât l'ensemble de la situation ».
En 1882, Mme Letorsay traduit le roman sous le titre Persuasion, chez Hachette.
En 1980 Christian Bourgois réédite la traduction d'André Belamich, précédemment parue chez Edmond Charlot en 1945, sous le titre Persuasion.
Une traduction, par Pierre Goubert, préfacée par Christine Jordis, paraît en avril 2011 chez Gallimard, dans la collection folio classique. Elle comporte en annexe la traduction des chapitres supprimés.
En 2013 paraît une nouvelle traduction par Jean Paul Pichardie dans le tome II des Œuvres complètes de Jane Austen en Pléiade.

## L'histoire
Contrairement aux précédents romans, tous édités en trois volumes, celui-ci a été écrit par Jane Austen en deux volumes de douze chapitres chacun, avec des correspondances subtiles entre les deux parties, comme l'arrivée de Wentworth, chaque fois au chapitre VII, par exemple.

### Résumé

#### Volume I

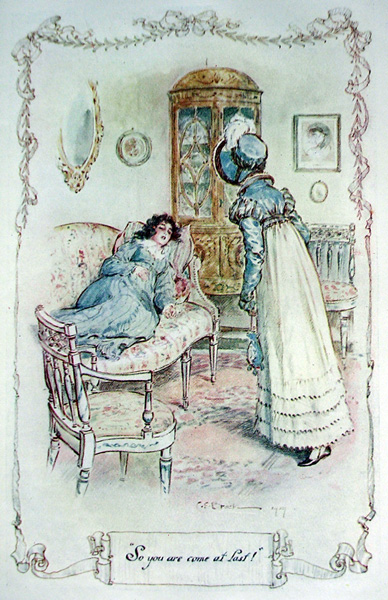
« Enfin, vous voilà ! », déclare à Anne sa sœur Mary, si malade, lui dit-elle, qu'elle peut à peine parler. (C. E. Brock, 1909).

Anne Elliot, beauté fanée et effacée de vingt-sept ans, est la seconde fille de Sir Walter Elliot, un baronnet veuf et vaniteux. Sa mère, une femme intelligente, est morte quatorze ans auparavant, en 1800 ; sa sœur aînée, Elizabeth, tient de son père la vanité de sa position. Sa plus jeune sœur, Mary, encline à se plaindre sans cesse, a épousé Charles Musgrove de Uppercross Hall, l'héritier d'un riche propriétaire des environs. Encore célibataire, sans personne dans son entourage qui soit digne de son esprit raffiné, Anne est en passe de devenir une vieille fille sans avenir.

##### Regrets du passé
Pourtant, lorsqu'elle avait 19 ans, elle était tombée amoureuse de Frederick Wentworth, mais s'était laissée persuader de rompre leurs fiançailles par les conseils de sa protectrice et amie, Lady Russell, qui lui avait fait valoir que cet officier de marine en début de carrière, ambitieux mais sans relations et à l'avenir incertain, n'était pas un parti digne d'elle.
Aujourd'hui, son père, qui connaît de sérieuses difficultés financières, doit louer sa propriété de Kellynch à l'amiral Croft pour aller vivre plus modestement à Bath. Pendant que Sir Walter et Elizabeth partent pour Bath, Anne s'installe un temps chez sa sœur Mary, non loin de Kellynch (chapitre VI).
C'est alors (chapitre VII) que réapparaît Frederick Wentworth, le frère de Mrs Croft, devenu Captain. De son idylle avec Anne, il a gardé une certaine amertume et la conviction qu'elle manque de caractère et de fermeté d'âme, puisqu'elle s'est laissé convaincre par Lady Russell.

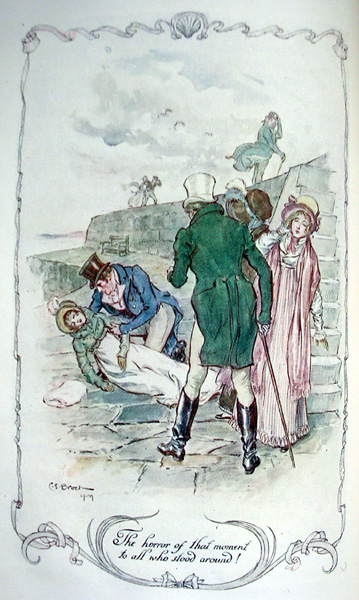
La chute de Louisa dans les escaliers du Cobb (illustration de C. E. Brock, 1909).

Mais désormais les choses ont changé : il a un grade élevé et il est riche. Ses succès sur mer au cours des guerres napoléoniennes lui ont permis d'amasser une petite fortune, 25 000 livres, qui lui assure une rente annuelle de 1 250 livres. Et maintenant que la guerre avec la France arrive à son terme, le capitaine Wentworth cherche à se marier…

##### Les sœurs Musgrove
Les Musgrove sont ravis d'accueillir dans leur voisinage les Croft et Frederick Wentworth. Les deux jeunes sœurs de Charles, Henrietta (courtisée par son cousin Charles Hayter, un clergyman), et Louisa, la plus jeune, sont attirées par le fringant capitaine. Les Croft, ainsi que Charles et Mary se perdent en hypothèses pour tenter de deviner laquelle des deux il épousera. La situation pèse à Anne, qui ne peut ni oublier les fiançailles qu'elle a rompues autrefois, ni ignorer l'attention constante de Frederick envers les demoiselles Musgrove. Aussi cherche-t-elle à éviter leur compagnie, préférant rester à garder ses neveux. Cependant, lors d'une longue promenade vers Winthrop par une belle journée de novembre, elle ne peut s'empêcher de surprendre ce qui ressemble à un début d'idylle entre le capitaine Wentworth et Louisa (chapitre X).

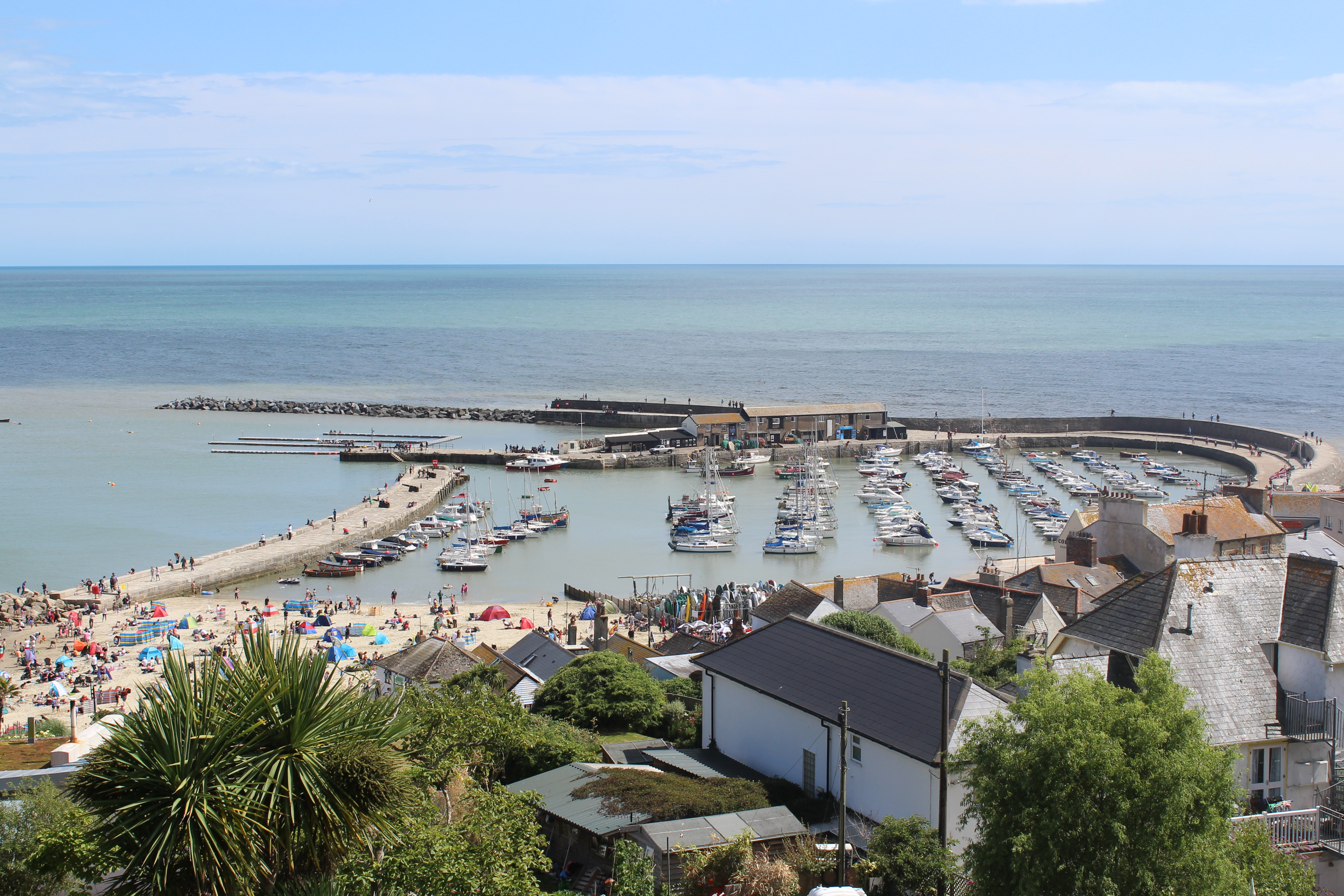
Port de Lyme Regis, protégé par « le Cobb » où Louisa est réputée avoir fait une chute.

La visite que Wentworth rend à des amis de la Navy à Lyme Regis, les Harville et leur hôte le capitaine Benwick (dont la fiancée est morte quelques mois auparavant), est l'occasion d'une excursion de deux jours, organisée par ceux qui désirent voir la ville côtière (chapitre XI). À Lyme Regis, ils croisent Mr Elliot, le cousin d'Anne et Mary, héritier désigné de Sir Walter. Dans le même temps, Benwick semble particulièrement apprécier la compagnie d'Anne. Peu après, sautant hardiment dans les escaliers de la Nouvelle Jetée (the New Cobb), Louisa fait une chute grave. Tandis que Mary hurle qu'elle est morte et que la compagnie est saisie d'une horreur impuissante, Anne, avec sang-froid, assiste le capitaine Wentworth pour lui porter secours (chapitre XII).

#### Volume II

##### Vie à Bath (chapitres I à VIII)
Louisa dont l'état de santé s'améliore lentement, mais qui est trop faible pour être transportée, reste à Lyme Regis chez les Harville. Anne rend visite aux Croft, à Kellynch Hall, avec Lady Russell (chapitre I), avant d'aller en sa compagnie à Bath, rejoindre son père et sa sœur Elizabeth. Là, elle retrouve l'homme croisé à Lyme Regis ; c'est bien Mr Elliot, l'héritier désigné du domaine de Kellynch, sur lequel son père et sa sœur ne tarissent pas d'éloges. Anne elle-même reconnaît en lui un homme d'excellentes manières et d'une compagnie très agréable (chapitre III), qui entretient les mêmes réserves qu'elle à l'encontre de la trop habile Mrs Clay, la dame de compagnie de sa sœur Elizabeth (chapitre IV).
Pendant que son père et sa sœur déploient des trésors d'énergie pour développer leurs relations avec la noble branche irlandaise de la famille en la personne de leur cousine Dalrymple, Anne se rend dans le quartier pauvre de Westgate Buildings où loge Mrs Smith, une ancienne camarade d'école à qui elle était très attachée, maintenant veuve, pauvre et impotente (chapitre V).
En février (1815) Anne apprend, par une lettre de sa sœur Mary, outre la venue à Bath de l'amiral Croft, que le capitaine Benwick a demandé et obtenu la main de Louisa Musgrove.

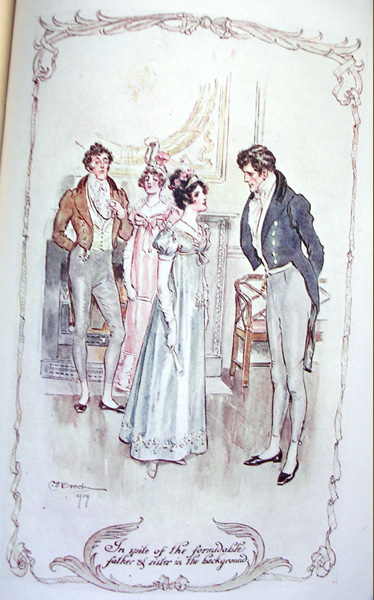
En attendant le début du concert organisé aux Rooms, Anne Elliot et Frederick Wentworth se retrouvent enfin pour une discussion chaleureuse, en dépit de la redoutable présence de Sir Walter et d'Elizabeth derrière eux.

Peu après, dans Milsom Street, Anne croise brièvement le capitaine Wentworth, venu à Bath lui aussi, avant que Mr Elliot ne vienne la chercher (chapitre VII). Elle le rencontre à nouveau lors d'un concert aux Rooms, où leur discussion est si cordiale qu'elle a l'impression qu'il éprouve de nouveau de tendres sentiments pour elle ; mais la présence de Mr Elliot à son côté met un terme à toute tentative de rapprochement (chapitre VIII).

##### Révélations (chapitres IX à XIII)

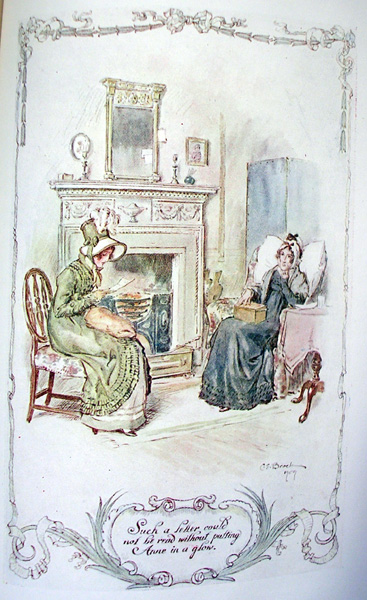
Mrs Smith présente à Anne une lettre de Mr Elliot montrant sa véritable nature d'égoïste hypocrite et sans scrupule.

Le lendemain, son amie, Mrs Smith, persuadée de son prochain mariage avec Mr Elliot, demande à Anne si elle peut intervenir pour elle auprès de ce dernier, exécuteur testamentaire de son mari, afin de recouvrer ses biens aux Indes occidentales, qui suffiraient à lui assurer une situation financière décente. Lorsque Anne nie absolument toute intention d'épouser Mr Elliot, Mrs Smith – ne craignant plus désormais de la blesser en disant du mal de son futur époux – lui révèle le monstre d'égoïsme froid qu'il est en réalité : il a autrefois ruiné son mari dont il se disait l'ami intime, et aujourd'hui, sûr d'hériter de Sir Walter, pour mieux s'assurer du titre de baronnet, il veut épouser Anne. Et cela tout en continuant de surveiller Mrs Clay (raison initiale de sa venue à Bath) pour l'empêcher d'épouser Sir Walter, ce qui pourrait compromettre son héritage en cas de naissance d'un fils. Pour lever définitivement tous les doutes d'Anne, Mrs Smith lui montre une lettre ancienne adressée à son mari, pleine de mépris pour Sir Walter et sa famille, et démasquant l'ampleur de son hypocrisie (chapitre IX).
Anne se promet de profiter de l'absence annoncée de Mr Elliot le jour suivant, pour expliquer la situation à Lady Russell, mais l'arrivée à l'auberge du White Hart de Charles avec sa femme, sa mère, le capitaine Harville et Henrietta, l'en empêche. Ils viennent lui apprendre le tout prochain mariage de cette dernière avec Charles Hayter. Puis Mary informe Anne, tout d'abord incrédule, qu'elle vient d'apercevoir Mr Elliot, en grande conversation avec Mrs Clay (chapitre X).

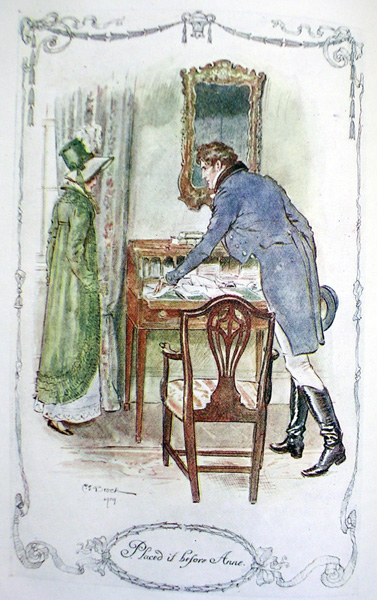
Sous prétexte de revenir chercher ses gants oubliés, Wentworth s'assure qu'Anne trouvera bien sa lettre.

Le lendemain matin, Anne retourne au White Hart retrouver ses amis pour le déjeuner. Frederick Wentworth arrive peu après et commence à écrire une lettre à la demande du capitaine Harville. Pendant ce temps, Anne surprend les remarques de Mrs Musgrove à Mrs Croft, à propos du prochain mariage de sa fille Henrietta, sur le danger de longues fiançailles lorsqu'on ignore quand on aura les moyens de se marier. Anne repense alors à sa propre expérience, puis Harville vient discuter avec elle de la fidélité comparée des hommes et des femmes, s'étonnant de la consolation rapide de Benwick… Wentworth, assailli lui aussi par ses souvenirs, laisse tomber sa plume. Mais lorsqu'il s'en va, c'est à Anne qu'il fait parvenir une lettre qu'il vient à l'instant d'écrire, où il dit que lui est resté fidèle à son amour pour elle. Explications et retrouvailles sont bientôt totales (chapitre XI).

##### Une conclusion «peu morale»
Les deux jeunes gens finissent donc, envers et contre tout, par faire un mariage d'amour, « ce qui est peut-être une conclusion peu morale », ajoute Jane Austen, anticipant sans doute la réaction hostile du British Critic. Le capitaine Wentworth règle au mieux les affaires de Mrs Smith, Mr Elliot craint désormais tellement l'ascendant de Mrs Clay sur Sir Walter qu'il la séduit et l'emmène avec lui sans que l'on sache bien lequel de ces deux grands intrigants prendra le pas sur l'autre… Le roman se termine par un hommage rendu, en cette heureuse période de victoire sur la France, à la marine britannique (chapitre XII).

### Fin initiale du roman
Jane Austen appose pour la première fois le mot Finis à la fin de son manuscrit le 16 juillet 1816. Deux jours plus tard, elle ajoute un nouveau paragraphe et appose de nouveau la même mention supposément finale.
Le volume II se termine alors par les chapitres X et XI. Dans cette première version, Anne vient de quitter Mrs Smith, réfléchissant aux révélations de cette dernière sur Mr Elliot, et croise dans Gay Street l'amiral Croft, qui insiste pour qu'elle monte voir sa femme. Frederick Wentworth est là aussi ; il se voit alors confier par l'amiral la mission éminemment délicate de demander à Anne si elle et Mr Elliot comptent demeurer à Kellynch après leur mariage, considéré comme acquis. L'amiral tient à leur assurer que, dans cette éventualité, lui et sa femme quitteraient promptement les lieux, en considérant leur bail comme résilié. Le capitaine Wentworth fait donc part à Anne des intentions de l'amiral, en la priant de confirmer ses fiançailles en autorisant ce dernier à écrire à ce sujet à sir Walter ; et, ajoute-t-il, « dites ces simples mots, « il le peut » (he may), et je partirai aussitôt lui transmettre votre message ». Mais Anne se borne à lui répondre : « Non monsieur, il n'y a pas de message... Il n'y a rien de vrai dans ce genre de rumeur. » « Un dialogue muet mais très intense » s'ensuit alors, une main est fiévreusement serrée, et la félicité des amoureux réconciliés est totale, seulement troublée par l'arrivée impromptue de Mrs Croft. La pluie empêchant Anne de retourner à Camden Place pour le dîner, elle passe la soirée entière dans le salon de Gay Street, chez les Croft, qui se font assez discrets pour permettre à Frederick de faire avec elle « un retour sur tous les moments les plus angoissants du passé ».

### Personnages

#### Personnages principaux

##### Anne Elliot
Anne est à la fois le personnage principal et la narratrice secondaire. En effet, seule sa vision des événements nous est accessible. Jane Austen la considère dans une lettre comme « une héroïne qui, pour moi, est presque trop bonne ».
Avec ses traits fins et délicats et ses doux yeux sombres, elle était, quelques années plus tôt, considérée comme une très jolie fille ; mais, à 27 ans, elle est amaigrie et a perdu la fraîcheur de la jeunesse. Intelligente et pratique, elle est peu considérée dans sa vaniteuse famille, qui n'écoute jamais ce qu'elle dit ; elle est pourtant la seule vraiment consciente que leur train de vie dépasse largement leurs moyens financiers. Elle n'a jamais cessé d'aimer Frederick Wentworth, qu'elle a repoussé huit ans plus tôt, la mort dans l'âme, mais consciente des risques d'un engagement avec un homme ambitieux mais pauvre. Elle a suivi son ascension dans la Marine et se trouble lorsqu'elle apprend que c'est l'amiral Croft qui va louer Kellynch, consciente qu'elle risque de revoir Frederick, frère de Mrs Croft.

##### Frederick Wentworth
Il est le type même du nouveau gentleman. Officier supérieur de la Royal Navy (il est Captain, c'est-à-dire capitaine de vaisseau). Il est monté rapidement en grade grâce à de brillantes actions militaires, et a fait fortune grâce aux prises de guerre ; il songe maintenant à s'établir. Humilié et blessé par le refus d'Anne, huit ans plus tôt, lorsqu'il « dépensait librement » et n'avait que sa (maigre) solde de lieutenant pour vivre, il semble l'ignorer, « la trouvant si changée qu'il a failli ne pas la reconnaître » et préférant la compagnie des sœurs Musgrove, de Louisa en particulier, dont il semble admirer la fermeté d'esprit, alors qu'il juge sévèrement Anne pour sa facilité à se laisser persuader. Lorsqu'il apprend que cette dernière a aussi refusé d'épouser Charles Musgrove, puis surprend, à Lyme Regis, le regard d'admiration que lui lance William Elliot, l'amour ancien se réveille.

#### Les Elliot

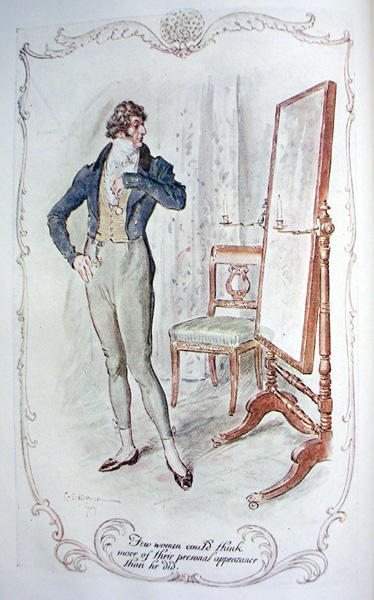
Sir Walter Elliot contemplant avec satisfaction l'image que lui renvoie sa psyché (volume I, chapitre I). Gravure de C. E. Brock.

- Sir Walter Elliot de Kellynch Hall, baronnet :

Père d'Elizabeth, Anne, et Mary, il est veuf depuis maintenant 14 ans. Âgé de 54 ans lorsque commence le roman, et encore fort bel homme, il est très attaché à son titre comme à son aspect physique ; vaniteux et entêté, il est une caricature de la vieille noblesse terrienne.
- Elizabeth Elliot :

Miss Elliot, la fille aînée de Sir Walter Elliot, est aussi vaniteuse que son père dont elle est d'ailleurs la préférée. Elle possède à un haut degré l'orgueil du nom et ne fréquente que les personnes de conséquence. Véritable double de son père, dont le narcissisme est encore renforcé par son attitude, elle en est peu à peu venue à tenir le rôle social que sa mère avait avant sa mort, survenue alors qu'elle n'avait que seize ans.
- Mary Elliot :

La benjamine de la famille a épousé Charles Musgrove. Ils ont deux garçons, Charles et Walter (un solide gaillard âgé de deux ans). D'un tempérament prompt à se plaindre, voire hypocondriaque, elle a des réactions parfois hystériques, se jugeant victime d'affronts imaginaires. Assez égoïste au fond, elle craint toujours de n'être pas considérée à sa juste valeur.
- William Walter Elliot :

Ce neveu de Sir Walter est, en l'absence d'un fils, l'héritier présomptif du domaine de Kellynch, en vertu des dispositions testamentaires qui affectent le domaine. C'est un bel homme, malgré sa mâchoire proéminente (« very under-hung ») ; il a longtemps ignoré la famille Elliot, mais maintenant qu'il est veuf, et riche, il ne lui déplairait pas d'être titré. Ayant remarqué Anne à Lyme Regis, il a décidé de la courtiser.

#### Les Musgrove
- Mr et Mrs Musgrove :

Les parents de Charles, riches propriétaires terriens, font partie, à ce titre, des notables locaux et sont les seuls voisins « fréquentables » des Elliot. Ils habitent la confortable « Grande Maison », Uppercross-Hall. Outre Charles, leur fils aîné et héritier, ils ont trois filles, Henrietta, Louisa et Mary et un nombre indéterminé d'enfants plus jeunes, dont Harry, leur plus jeune fils. Un autre de leur fils, Richard (Dick), est mort en mer. Pragmatiques et simples, ils veulent le bonheur de leurs enfants. Mrs Musgrove a une sœur qui, bien qu'aussi dotée qu'elle, n'a épousé qu'un modeste propriétaire terrien de Winthrop, Mr Hayter.
- Charles Musgrove :

Il a épousé Mary Elliot quelque temps après avoir été refusé par Anne alors qu'elle avait 22 ans. Grand amateur de chasse, il a bon caractère et supporte avec philosophie les fréquentes sautes d'humeur de sa femme.
- Louisa Musgrove :

Âgée de 19 ans, elle est jolie et très vive, voire intrépide. Elle admire passionnément la Navy, mais de façon assez superficielle. Sa sœur et elle ont reçu une éducation « satisfaisante » à Exeter, d'où elles sont revenues avec « la quantité habituelle d’accomplishments », jouant en particulier du piano et de la harpe.
- Henrietta Musgrove :

D'un an plus âgée que Louisa, peut-être encore plus jolie qu'elle, sans en avoir cependant la vivacité et le caractère affirmé, elle n'est pas insensible à la cour que lui fait son cousin Charles Hayter, fils aîné (donc héritier) des Hayter de Winthrop, un jeune homme « très aimable et agréable » qui a fait des études. Il est dans les ordres, vicaire dans une paroisse du voisinage. Mary Musgrove, qui a gardé la fierté des Elliot, ne le trouve pas « assez bien », car sa famille a des manières relativement frustes et « n'aurait occupé aucune place dans la société sans les liens qui l'unissait à Uppercross ». Aussi souhaiterait-elle vivement que les choses n'aillent pas plus loin entre Henrietta et Charles Hayter.

#### Le monde des marins
- L'amiral Croft :

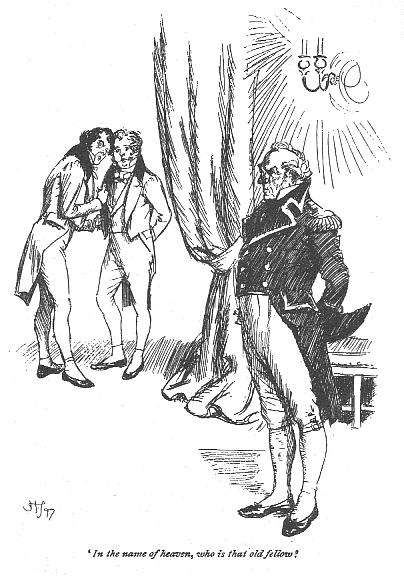
Sir Walter Elliot craint que l'amiral Croft ressemble à l'amiral Baldwin, qui, à 40 ans, en paraît plus de 60 (illustration de Hugh Thomson).

Contre-amiral de la deuxième escadre (rear admiral of the White), c'est un homme d'une quarantaine d'années, aimable et simple, au visage tanné, que son épouse, Sophia Wentworth, a accompagné en mer chaque fois qu'elle l'a pu. À terre, il fait entièrement confiance au bon sens de sa femme. Ils forment, depuis quinze ans, un couple uni et heureux. Ils n'ont pas d'enfants.
- Mrs (Sophia) Croft :

Âgée de 38 ans, elle en paraît un peu plus, tant elle a le visage hâlé d'avoir passé en mer presque autant de temps que son époux. C'est la sœur aînée de Frederick Wentworth. Sans être ni grande ni forte, elle en impose par son énergie et son esprit de décision, qui n'excluent cependant pas bonne humeur et esprit ouvert. C'est une femme de caractère, qui ne craint ni l'inconfort ni le mal de mer lorsqu'il s'agit d'accompagner son mari, puisqu'elle compte plusieurs traversées de l'Atlantique à son actif.
- Harville :

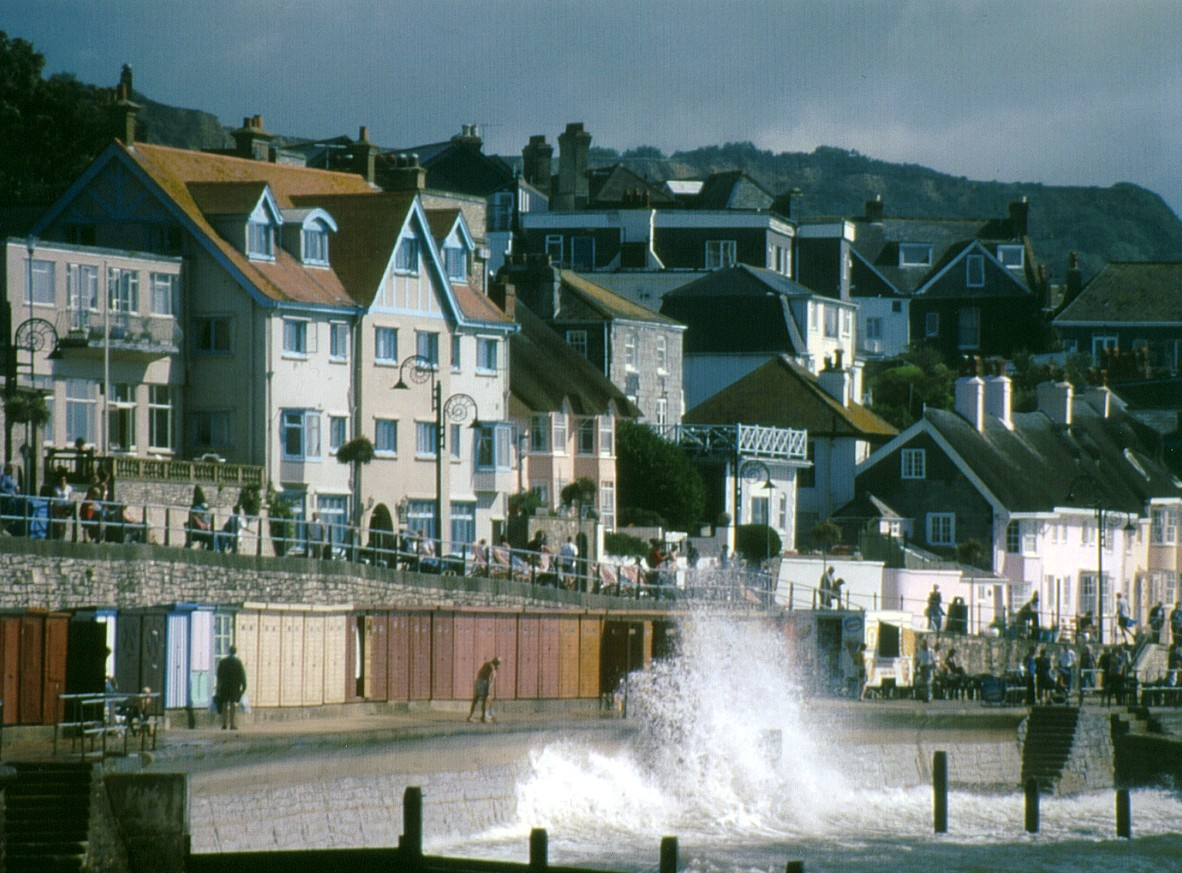
Le front de mer à Lyme Regis

Ami de Frederick Wentworth, le capitaine Harville a dû quitter le service actif deux ans auparavant à cause d'une blessure dont il n'est pas entièrement guéri et qui le fait encore boiter. Marié, il a loué pour l'hiver une petite maison « au pied de la vieille jetée » de Lyme Regis, qu'il a aménagée ingénieusement pour y placer les souvenirs rapportés de ses expéditions, et qu'il occupe avec sa femme et ses enfants.
- James Benwick:

Ce jeune officier, timide, dépressif et grand amateur de poésie (il lit Walter Scott et Byron), est profondément affecté par la mort de sa fiancée, Fanny Harville, sœur du capitaine Harville, décédée six mois plus tôt, alors qu'il était en mer. En congé, il vit chez les Harville.

#### Autres personnages
- Lady Russell :

Veuve de Sir Henry Russell, marraine d'Anne, elle a été pour elle comme une seconde mère après la mort de Lady Elliot dont elle était une amie très proche. De haute naissance et fort riche, elle vit une partie de l'année à Kellynch Lodge, l'autre partie à Bath. D'un naturel prudent et ennemie des risques inconsidérés, elle a autrefois persuadé Anne de rompre ses fiançailles avec Frederick, et serait ravie de lui voir épouser William Elliot, pour avoir le plaisir et la fierté de l'appeler, comme sa mère naguère, Lady Elliot.
- Mr Shepherd :

Ami de Sir Walter Elliot, dont il est l'homme d'affaires, et homme de loi courtois autant que prudent, il cherche à convaincre Sir Walter Elliot de la nécessité de louer Kellynch Hall et de s'en aller vivre à Bath, puis s'occupe de la location du domaine à l'amiral Croft.
- Mrs (Penelope) Clay :

Fille de Mr Shepherd, auprès duquel elle est revenue avec ses deux enfants, après un mariage malheureux, c'est une femme habile, prompte à s'attirer les bonnes grâces de Sir Walter Elliot et de sa fille Elizabeth. Les taches de rousseur qui parsèment son visage sont, aux yeux d'Elizabeth, une marque de laideur suffisante pour garantir l'indifférence de son père à l'égard de la jeune femme. Anne et Lady Russell, en revanche, se montrent beaucoup plus circonspectes et, persuadées de son ambition, vont jusqu'à la considérer comme « dangereuse ».
- Mrs Smith :

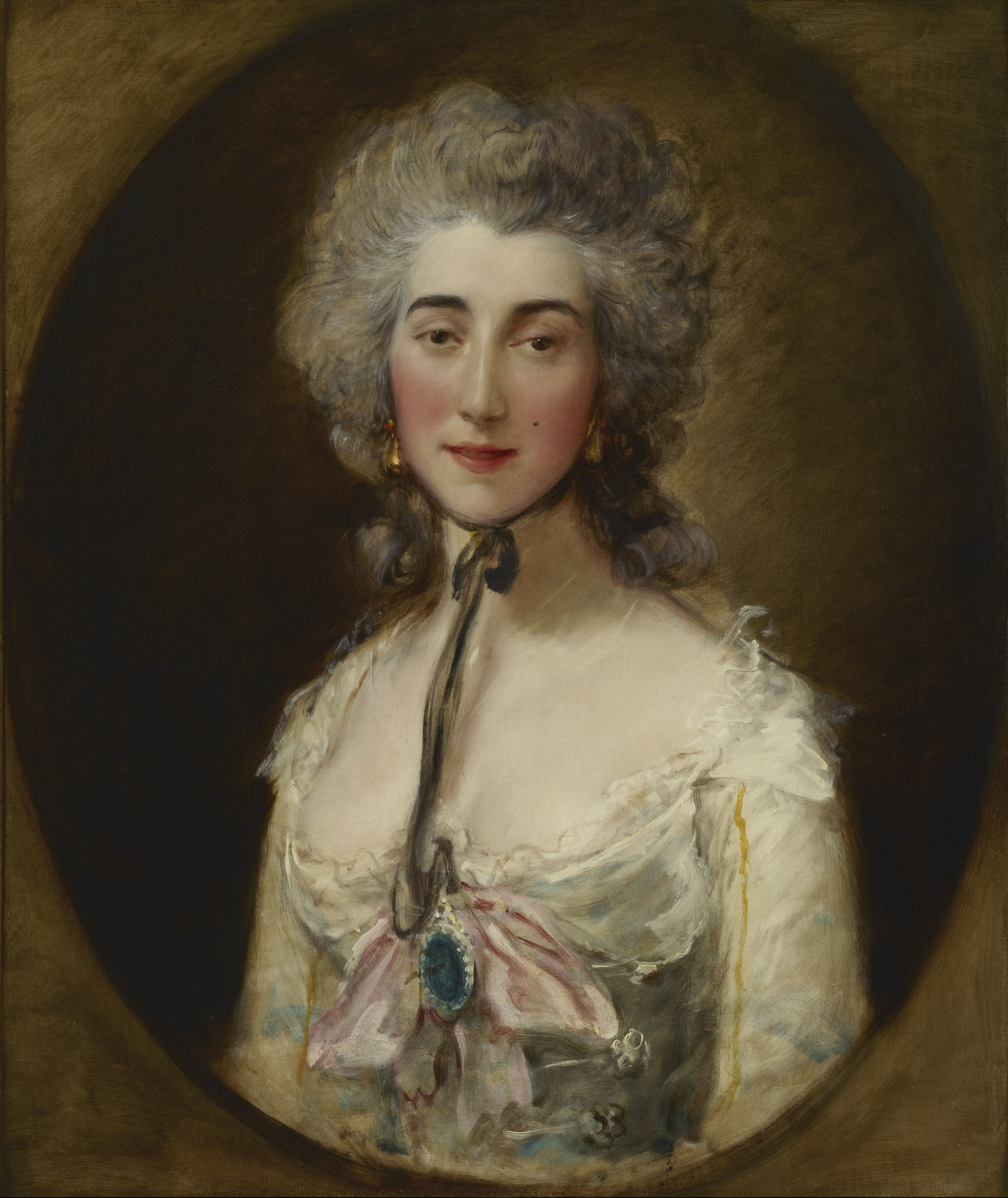
Une « vraie » Dalrymple : Grace Dalrymple Elliott, peinte par Thomas Gainsborough en 1778.

Née Hamilton, elle devint amie d'Anne Elliot lorsque celle-ci fut mise en pension, après le décès de sa mère. Anne la retrouve à Bath, veuve, malade et ruinée, et est heureuse de pouvoir l'aider. C'est Mrs Smith qui lui apprend les mauvais agissements de William Elliot.
- Edward Wentworth :

Frère aîné de Frederick, il était auparavant curé de Monksford, non loin de Kellynch. C'est d'ailleurs chez lui que logeait Frederick, huit ans auparavant. Depuis, il s'est marié et dirige une paroisse dans le Shropshire, où Frederick vient se faire oublier pendant la convalescence de Louisa.
- Lady Dalrymple :

La vicomtesse douairière, grande dame irlandaise qui vient à Bath pour la saison, est la veuve du dernier vicomte Dalrymple et une cousine des Elliot. Sa fille, l'honorable Miss Carteret, est plutôt laide, mais Sir Elliot et Elizabeth sont ravis de pouvoir être vus chez elles.

### Lieux
Persuasion mêle des lieux réels, parfois décrits avec une grande exactitude comme c'est le cas pour Bath et Lyme Regis, avec des lieux imaginaires, qui constituent les demeures des principaux personnages, en particulier Kellynch Hall, la demeure de Sir Walter Elliot. Comme les autres héroïnes de Jane Austen (à part Emma), Anne Elliot est amenée à quitter sa maison natale, et ses déplacements ont une valeur symbolique : ils soulignent sa capacité d'adaptation et sa mobilité sociale ; quittant Kellynch Hall, elle passe quelque temps à Kellynch Lodge que loue Lady Russell, puis va à Uppercross tenir compagnie à sa sœur. Les petites communautés qu'elle est amenée à fréquenter, tant à Uppercross qu'à Lyme Regis ou Bath, sont socialement extrêmement différentes. L'escapade à Lyme Regis, puis le séjour à Bath jouent un rôle important dans l'intrigue et le dénouement.

#### Lieux réels

##### Lyme Regis

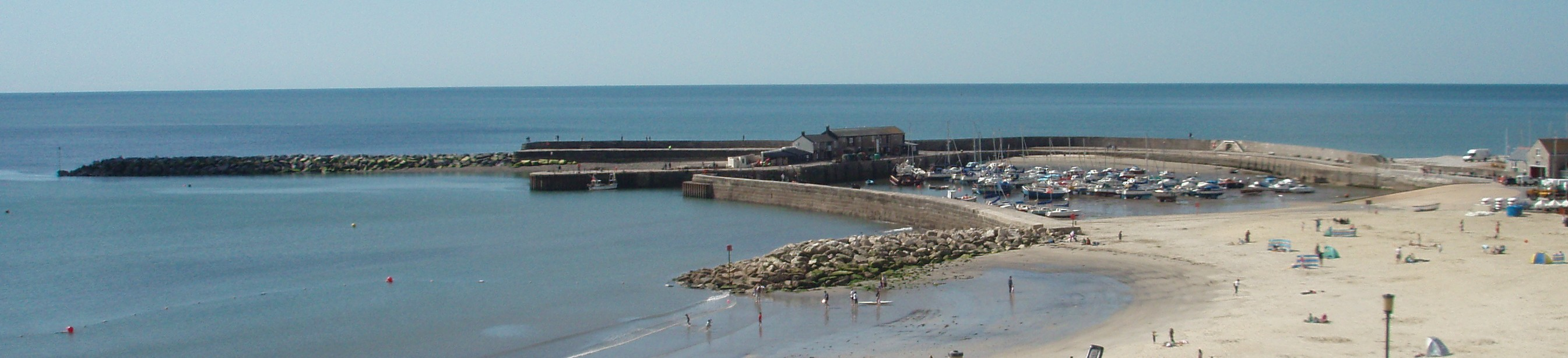
Le Cobb, la longue jetée de pierre où se blesse Louisa. On distingue tout au fond les deux niveaux du Cobb, reliés par des escaliers.

Jane Austen a visité plusieurs fois cette région : Charmouth dans le Dorset durant l'été 1803, puis Lyme Regis en novembre 1803. La famille visite à nouveau les côtes du Devon et du Dorset durant l'été 1804, séjournant quelque temps à Lyme Regis. Elle en évoque chaleureusement les environs accidentés, Charmouth, Up Lyme, Pinny « avec ses crevasses verdoyantes entre les rochers romantiques » les falaises et la ville elle-même, mélancolique et désertée, maintenant que la saison des bains de mer est finie, avec ses rues étroites et escarpées et le Cobb, la jetée formée de grosses pierres (cobblestones) dans les escaliers de laquelle se situe l'accident de Louisa. La promenade sur le Cobb est un passage-clé du roman puisqu'il montre à Frederick qu'Anne attire les regards appréciateurs plus que Mary et les sœurs Musgrove, pourtant plus jeunes, et donne à Anne l'occasion de démontrer son sang-froid et sa capacité de décision quand Louisa est blessée.
Un guide de voyage du début du XIXe siècle cité par Deirdre Le Faye décrit Lyme comme une petite ville bon marché, accessible aux personnes de la classe moyenne « sans qu'il soit besoin d'y faire des sacrifices inopportuns pour se montrer à son avantage ou pour s'afficher ». Malgré la mer et les beautés naturelles des environs, c'est loin d'être une ville à la mode, et le capitaine Harville peut y demeurer pendant sa convalescence avec sa femme et ses enfants, sans souci du « paraître ». Leur petite maison est un lieu chaleureux où se pratique une hospitalité généreuse et simple qui leur gagne la sympathie de leurs hôtes.
Parmi les personnages historiques dont la petite ville garde le souvenir se trouve le duc de Monmouth, le fils illégitime de Charles II, qui y débarque en 1685 et s'y proclame prétendant au trône. Un autre personnage célèbre dans l'histoire de Lyme Regis est le grand poète victorien Lord Tennyson, qui visite la ville le 23 août 1867, arrivant à pied de Bridport, désireux de voir ce lieu décrit par Jane Austen dont il était un grand admirateur. Une personne de son entourage se proposant de lui montrer le lieu du débarquement du duc de Monmouth, « ne me parlez pas de Monmouth ! s'exclame alors Lord Tennyson, mais montrez-moi donc l'endroit exact où est tombée Louisa Musgrove! ». Le fils de Charles Darwin, Francis, s'est aussi intéressé à Lyme Regis à cause de Persuasion et a aussi cherché le lieu exact de la chute de Louisa, preuve s'il en fallait de la réalité qu'ont acquis les personnages de Jane Austen pour ses lecteurs.

##### Lieux de Bath

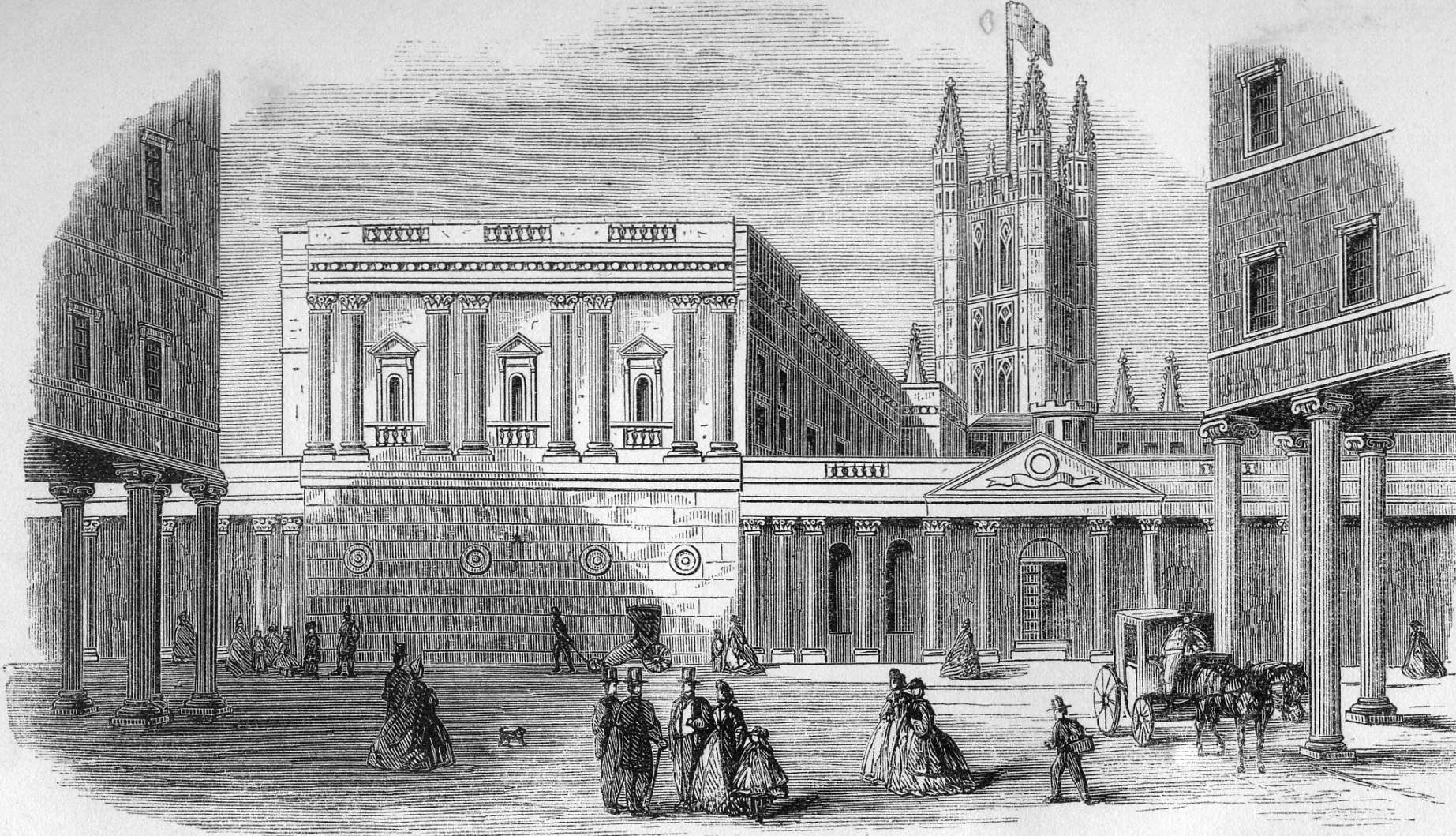
Bath au XIX : Pump Room et entrée des bains.

Bath n'est situé qu'à 50 miles de Kellynch, ce qui constitue un argument important pour s'y installer, d'autant plus que Lady Russell compte y passer l'hiver. Jane Austen, pour qui les lieux permettent de révéler la société qui les fréquente, installe ses personnages dans des quartiers de Bath qui reflètent leur personnalité.
Anne n'aime pas le monde superficiel, snob et vain de Bath où son père, lorsqu'il quitte son domaine de Kellynch, loue pour lui et ses deux filles une belle maison sise à Camden Place, tout au nord de la ville, sur les contreforts des hauteurs qui la dominent, ce qui procure à Sir Walter Elliot la situation élevée qu'il juge digne de lui (a lofty dignified situation). De son côté, Lady Russell s'est installée à Rivers Street, une rue huppée située non loin des Assembly Rooms. Les Musgrove, sans prétention, se contentent de loger à l'auberge centrale du Cerf blanc (White Hart) lorsqu'ils viennent passer quelques jours à Bath.
Les Elliot ne fréquentent que la bonne société, l'upper class, méprisant Anne d'aller voir son amie de pension à Westgate Buildings, un quartier pauvre situé tout près des Bains. Anne Elliot est plutôt honteuse de l'insistance de son père à mentionner en toutes occasions « ses cousines de Laura Place », c'est-à-dire ses lointaines cousines irlandaises, la vicomtesse douairière Lady Dalrymple et sa fille, l'Honorable Miss Carteret ; toutes deux demeurent en effet sur la coûteuse et moderne Laura Place, sur la rive est de l'Avon,, qui est considérée comme la plus belle adresse de Bath.

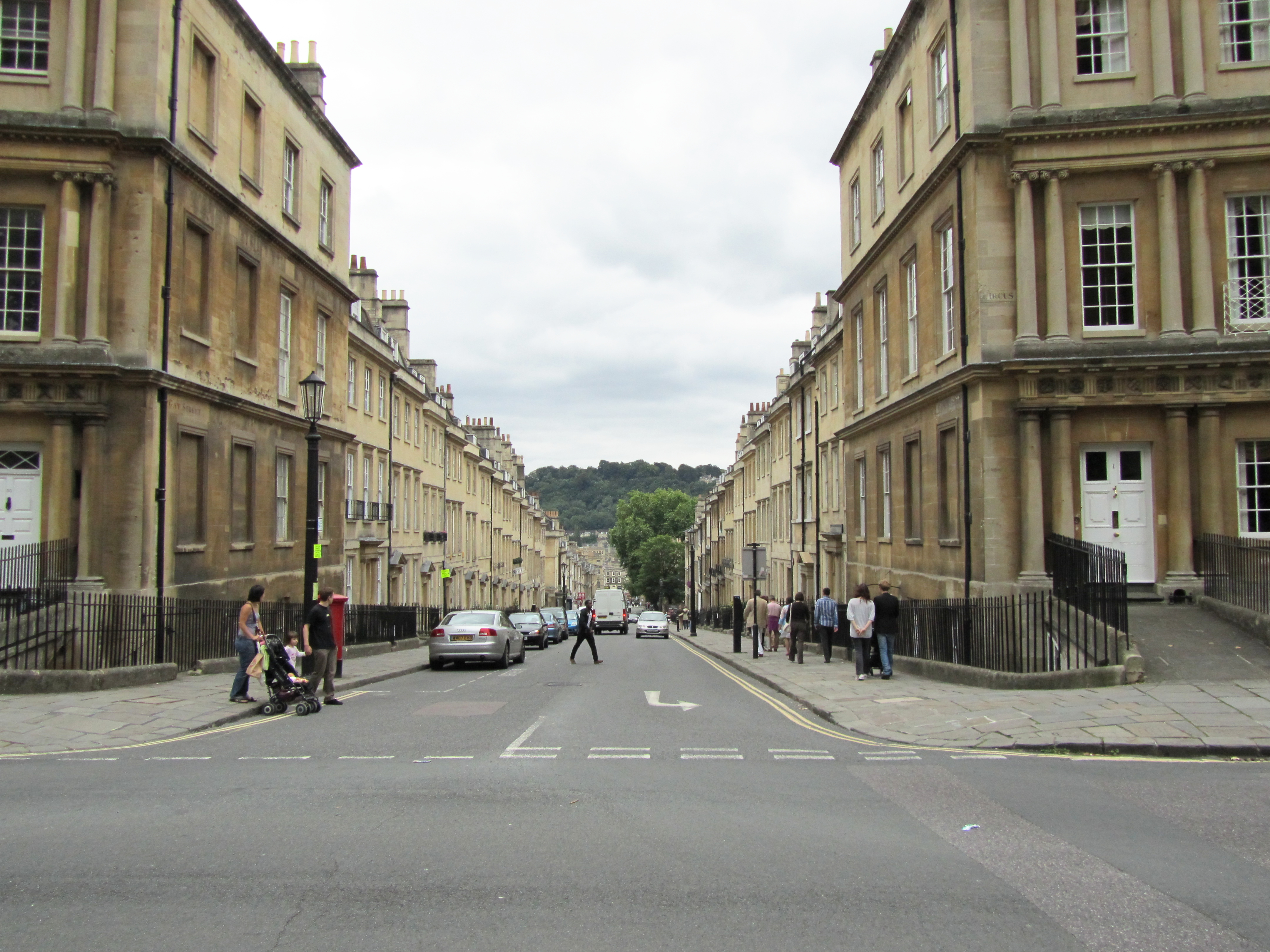
Gay Street, où s'installent les Croft.

Lorsque, à son tour, l'amiral Croft arrive à Bath avec son épouse pour soigner sa goutte, il s'installe, en homme pragmatique, dans Gay Street, à la fois moins onéreuse, et plus centrale, puisque située entre The Circus et Queen's Square. Ce choix de l'amiral satisfait pleinement Sir Walter Elliot, puisqu'il respecte la hiérarchie qu'il a lui-même en tête.
Anne, dont la venue est accueillie sans chaleur par son père et sa sœur, qui lui préfèrent la compagnie de la machiavélique Mrs Clay, se force à accompagner Lady Russell, et passe le plus de temps possible avec les Musgrove. Dans le chassé-croisé des rencontres dans les rues ou les boutiques de Bath, elle admire la simplicité avec laquelle les Croft arpentent la ville, toujours ensemble, dans une « joyeuse indépendance ». Pour la première fois, même si elle a été obligée de venir à Bath, elle choisit ses déplacements et décide de ses rencontres. À Bath, Frederick Wentworth et elle peuvent se voir presque par hasard, se retrouver dans la symbolique Union Street, parler librement dans une allée gravillonnée arpentée par une foule indifférente, ou trouver un bref moment d'intimité derrière un écran de plantes de serre dans le salon de Camden-place : les lieux où Anne et Frederick se rejoignent, de même que ceux où ils vivront une fois mariés, n'ont finalement pas d'importance, et la narratrice ne donne à son lecteur aucune indication sur leur résidence future, leur settled life.

#### Lieux imaginaires
Jane Austen ne donne guère de détails non plus sur l'emplacement précis de ces lieux, mais, selon Deirdre Le Faye, il est probable que Kellynch, Uppercross, et, plus loin dans le roman, Winthrop, se trouvent dans le Somerset dans un quadrilatère délimité par Ilminster, South Petherton, Crewkerne et Chard.

##### Kellynch
C'est au village de Kellynch, dans le Somerset, que se trouve Kellynch Hall, la noble demeure de Sir Walter Elliot. Tout près se trouve Kellynch Lodge, le pavillon d'entrée du domaine de Kellynch, qui appartient également à Sir Walter, où réside Lady Russell lorsqu'elle n'est pas à Bath.

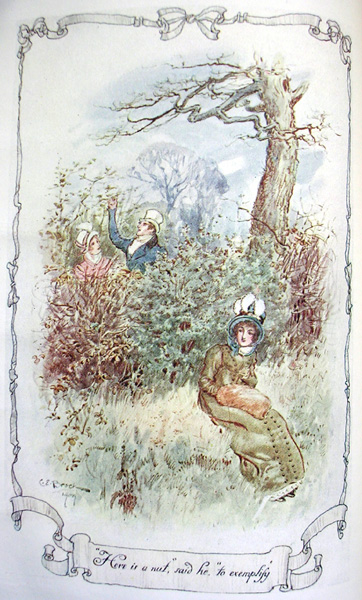
Promenade automnale entre Uppercross et Winthrop, où Anne surprend une conversation entre Louisa et Wentworth (C. E. Brock, 1909).

Kellynch Hall est la demeure ancestrale des baronnets de la famille Elliot ; c'est sans doute un manoir du XVIe siècle, dont Jane Austen dit peu de choses, en dehors de la cheminée qui fume dans la pièce où l'on déjeune le matin, de la porte de la blanchisserie, incommode au point que l'amiral y mettra rapidement bon ordre, et du cabinet de toilette de Sir Walter Elliot tout encombré de miroirs, dont l'amiral Croft n'a guère l'usage, lorsqu'il emménage à Kellynch Hall. Ce changement d'occupants a lieu le 29 septembre 1814, le jour du terme de la Saint-Michel (the Michaelmas quarter-day).
La noblesse de la demeure n'en fait pas, cependant, un lieu de vie agréable pour Anne, puisqu'elle y est considérée comme quantité négligeable par son père et sa sœur aînée, dont l'extravagance les mène à la ruine. Il en était autrement du vivant de sa mère, qui gérait le domaine avec mesure. Les Croft s'en montrent meilleurs occupants que le propriétaire légitime, y faisant régner une atmosphère chaleureuse. Anne, poussée par Lady Russell, a, un temps, le cœur et l'imagination « séduits » (bewitched) par l'idée de redonner à Kellynch Hall son lustre ancien en épousant Mr Elliot, son cousin qui la courtise à Bath, et devenant ainsi Lady Elliot :
« The idea of becoming what her mother had been; of having the precious name of ‘Lady Elliot’ first revived in herself; of being restored to Kellynch, calling it her home again, her home for ever, was a charm which she could not immediately resist (II,V). »
« L'idée de devenir ce qu'avait été sa mère ; avant tout, de faire revivre le précieux nom de « Lady Elliot » ; d'être rétablie à Kellynch, de l'appeler à nouveau sa maison, sa maison pour toujours, tout cela avait une séduction à laquelle elle ne put résister sur le moment. »
Mais, à la réflexion, elle ne peut s'y résoudre.

##### Uppercross
Uppercross est le village où demeurent Mr et Mrs Musgrove et leurs filles, Henrietta et Louisa, dans la « Grande Maison » (the Great House). Non loin de là, dans la « villa » (the Cottage, une ancienne ferme confortablement restaurée et modernisée, puisqu'elle a une véranda et des portes-fenêtres) habitent Charles Musgrove, sa femme Mary et leurs deux fils. Alors qu'un décorum glacial règne en maître à Kellynch Hall, la « Grande Maison » est un lieu plein de vie et de joyeux désordre où les enfants sont accueillis pour Noël (ceux de Charles et ceux des Harville), où Henrietta et Louisa sont des sœurs unies et affectueuses, où les parents, même s'ils manquent d'élégance et de culture, souhaitent seulement le bonheur de leurs enfants. Les relations entre les deux maisons, situées à moins de cinq cents mètres l'une de l'autre, sont constantes et quotidiennes.

##### Winthrop
Winthrop, situé à deux miles d'Uppercross, de l'autre côté de la colline, est le lieu de résidence de la famille Hayter, dont le fils aîné, Charles, courtise Henrietta Musgrove. Mary, la jeune sœur d'Anne, considère avec dédain cette demeure « sans beauté et sans dignité », entourée qu'elle est de granges et de bâtiments de cour de ferme, comme elle méprise ses habitants, qui lui semblent de trop basse extraction. C'est sans doute un ancien manoir médiéval non restauré, même si le fils aîné des Hayter envisage de moderniser la propriété lorsqu'il en sera le maître.

## Thèmes

### Persuasion
Même si le titre du roman, Persuasion, n'est pas celui que Jane Austen utilisait pour en parler (selon sa sœur Cassandra, elles avaient toutes deux discuté de divers titres possibles, pour retenir finalement celui de The Elliots, Les Elliot), le thème de la persuasion est très présent dans le roman : les mots persuade (« persuader »), persuasion (« persuasion »), persuadable (« qui se laisse persuader ») ou encore unpersuadable (« qu'on ne peut persuader »), over-persuasion (« excès de persuasion ») reviennent régulièrement tout au long du roman. Ces termes se nuancent d'ailleurs de significations un peu différentes selon les contextes et les personnes auxquelles ils s'appliquent, d'autant que le mot anglais persuasion pouvait également prendre à l'époque le sens de « conviction personnelle ».

#### Expérience personnelle de Jane Austen

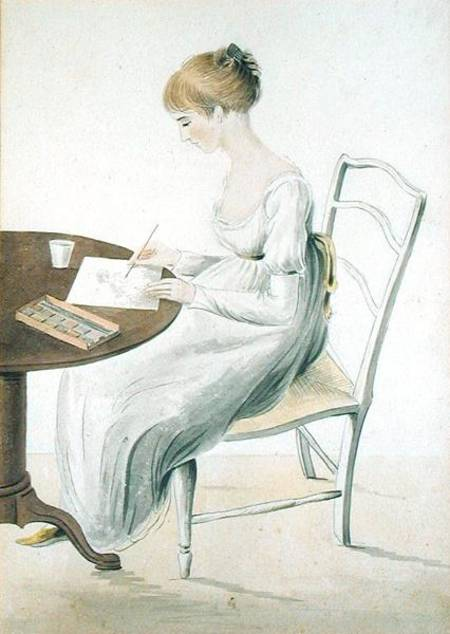
Portrait de Fanny Knight, à qui Jane Austen prodiguait ses conseils sur ses affaires de cœur (par Cassandra Austen).

Gillian Beer rappelle d'ailleurs que Jane Austen, quelques mois avant de commencer la rédaction du roman, s'était elle-même trouvée dans la même situation peu enviable que Lady Russell : sa nièce Fanny Knight venait en effet de lui demander conseil au sujet des longues fiançailles qu'elle envisageait avec l'un de ses prétendants. Jane Austen s'était alors déclarée « terrifiée » par la responsabilité que sa nièce lui demandait ainsi de prendre, sur un sujet aussi grave (« You frighten me out of my wit by your reference »). Plutôt que de pousser Fanny Knight vers telle ou telle décision, Jane Austen prend le parti de lui montrer le plus clairement possible les enjeux liés à des fiançailles de plusieurs années, disant notamment :
« I shoud not be afraid of your marrying him; but […] I should dread the continuance of this sort of tacit engagement […] — You like him well enough to marry, but not well enough to wait. »
« Je ne serais pas inquiète de vous voir l’épouser ; […] mais je redouterais la prolongation de ce genre de fiançailles tacites […] – Vous l'aimez assez pour l'épouser, mais pas assez pour attendre. »
C'est cette même analyse que Jane Austen retient en conclusion de son roman : comme le fait remarquer Pierre Goubert, peut-être Anne Elliot a-t-elle eu tort de ne pas épouser Frederick Wentworth sept ans auparavant ; en revanche, elle n'a sans doute pas eu tort de ne pas contracter avec lui de longues fiançailles qu'un prochain mariage n'aurait pu conclure.

#### Les personnages du roman face à la persuasion
Parmi les passages caractérisant le mieux l'attitude des différents protagonistes à l'égard de la persuasion figure le jugement sévère que semble porter Frederick Wentworth sur l'attitude d'Anne Elliot, lors de la rupture de leurs fiançailles :
« She had given him up to oblige others. It had been the effect of over-persuasion. It had been weakness and timidity. »
« Elle avait renoncé à lui pour complaire à d'autres. Cela avait été le résultat d'un excès de persuasion. Cela avait été de la faiblesse et de la timidité. »
À l'opposé de ce qu'il considère comme une preuve de la faiblesse de caractère d'Anne Elliot, la fermeté d'âme qui semble être celle de Louisa Musgrove ne peut que séduire le capitaine Wentworth lorsqu'elle lui déclare :
« What! Would I be turned back from doing a thing that I had determined to do, and that I knew to be right, by the airs and interference of such a person -- or of any person, I may say? No, -- I have no idea of being so easily persuaded. When I have made up my mind, I have made it. »
« Quoi ! Est-ce que je renoncerais à quelque chose que j'aurais décidé de faire, et que je saurais être justifiée, à cause de l'attitude et de l'immixtion de ce genre de personne – ou d'ailleurs, de n'importe quelle personne ? Non, – je n'imagine pas me laisser aussi facilement persuader. Quand j'ai pris une décision, je m'y tiens. »

### Pesanteurs et mobilité sociales

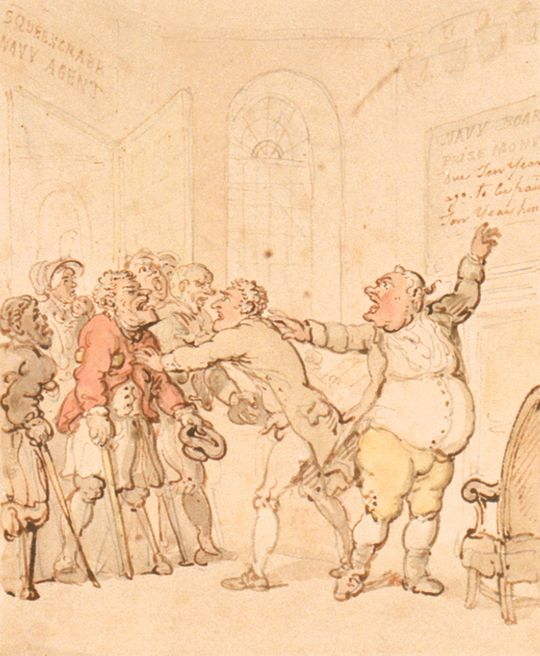
L'argent des « parts de prise » était capital pour l'enrichissement des marins de tous rangs, mais sa répartition n'allait pas toujours sans difficulté (Thomas Rowlandson, 1827).

La hiérarchie sociale de la société georgienne est très présente dans Persuasion, comme dans les autres romans de Jane Austen. Le père de l'héroïne s'enorgueillit du titre de baronnet, suivi en cela, non seulement par Elizabeth, sa fille aînée, mais également par Mary, la plus jeune, qui a, elle aussi, « l'orgueil des Elliot » (the Elliot pride) et la conscience de l'infériorité de ceux qu'elle côtoie. Si les Musgrove trouvent grâce à ses yeux, leurs cousins Hayter et leur demeure de Winthrop, en revanche, sont l'objet de son plus grand mépris. Le titre de baronet, si honorable soit-il, n'est pourtant que de création relativement récente, puisque, compris entre celui de knight (chevalier) et celui de baron, il n'a été créé qu'en 1611 par Jacques Ier pour renflouer son trésor et pouvoir financer son armée ; la création du titre de baronnet des Elliot date elle-même d'un demi-siècle plus tard. La dignité de baronnet était héréditaire, mais insuffisante pour siéger à la Chambre des lords.
Le regard que promène Sir Walter Elliot sur la société qui l'entoure donne une idée de l'importance qu'il accorde à chacun selon sa hiérarchie personnelle : ainsi l'amiral Croft est-il pour lui un locataire idéal pour son domaine de Kellynch, car « amiral » est un titre reconnu immédiatement par tous, et auréolé d'un prestige indiscutable, mais il ne saurait toutefois faire de l'ombre à un baronnet (« and, at the same time, can never make a baronet look small »).
Pourtant, la carrière d'officier de marine, en cette époque de guerres incessantes contre la France, a permis à beaucoup d'hommes d'humble extraction, mais de grande valeur personnelle, de s'élever haut dans la hiérarchie sociale, tout en faisant fortune grâce à l'argent des prises (prize money). L'amiral Croft est devenu, par ses mérites, assez riche pour louer le beau domaine de Kellynch, que le baronnet Sir Walter Elliot n'a plus les moyens d'habiter. Et le capitaine Wentworth, assuré désormais de devenir amiral lui aussi par la seule vertu de l'avancement à l'ancienneté, a amassé de son côté une petite fortune de 25 000 livres, en capturant tout d'abord quelques navires corsaires, puis en arraisonnant une frégate française alors qu'il commandait l'Asp, un vieux sloop, avant de continuer à s'enrichir rapidement par les prises faites lorsqu'il commandait le Laconia,.
Ainsi, face à cette noblesse terrienne vaniteuse, mais stérile et incapable de faire fructifier ses propriétés, se présente un groupe social plein de vitalité et d'humanité, suffisamment riche maintenant, grâce à ses mérites, pour être bien considéré dans la société et représentant l'avenir. Persuasion présente ainsi une redéfinition et un transfert des valeurs : les anciennes valeurs, représentées par Sir Elliot et son héritier, semblent avoir perdu de leurs forces, voire dégénéré en snobisme ridicule. Dans ce dernier roman, pour la première fois, l'héroïne trouve le bonheur non en épousant un propriétaire terrien bien-né (comme Marianne Dashwood, Elizabeth Bennet, Emma Woodhouse) ou un « second fils », jeune clergyman établi (comme Elinor Dashwood, Fanny Price, Catherine Morland), mais un autodidacte qui ne doit sa fortune qu'à ses mérites personnels.

### Condition féminine
Le thème de la condition féminine est largement abordé dans Persuasion, et sous différents angles : les sphères séparées (les separate spheres réservant à l'homme certains domaines d'activité), le mariage et ses conséquences pour la femme…

#### Separate sphereset féminisme
Le thème des « sphères séparées » correspond à l'idée, répandue au XIXe siècle, qu'il existe deux sphères d'activité qui ne se recoupent pas : la sphère publique, la vie politique, la guerre, les questions financières et juridiques (la femme étant coverte, soit « sous la couverture » de son mari) est du seul ressort de l'homme ; le foyer, la vie domestique (hormis ce qui touche aux finances ou aux questions juridiques), est du ressort de la femme. Avant même le XIXe siècle, ce concept avait été développé par un auteur bien connu de Jane Austen, Thomas Gisborne, dont elle approuvait d'ailleurs certaines idées.
Cet aspect est bien présent dans le roman, mais le couple représenté par l'amiral Croft et sa femme est une contestation en soi de cette doctrine, puisqu'ils partagent tout, y compris la vie à bord.
Un autre aspect de cette séparation des rôles est l'affirmation, faite par Anne Elliot, que ce sont les hommes « qui ont [toujours] tenu la plume » (« the pen has been in their hands »), eux qui écrivent l'histoire et définissent les règles, ayant reçu, et de loin, la meilleure éducation. Là aussi, l'exemple apporté par Frederick Wentworth et Anne Elliot vient contester la règle usuelle : juste avant qu'Anne ne parle des hommes qui tiennent la plume et écrivent l'histoire, le capitaine Wentworth vient, de façon involontaire mais très symbolique, de laisser tomber la sienne.
C'est par cette remise en question de la pré-éminence masculine, obtenue en se réservant le savoir et l'élaboration des lois, que le féminisme présent dans Persuasion est généralement souligné et commenté. Jane Austen peut parler ici d'expérience, elle dont l'éducation, parce qu'elle était une fille, s'était faite à la maison, sans possibilité d'aller jamais à l'université, à la différence d'écrivains de son époque comme Wordsworth ou Coleridge, tous deux formés à Cambridge, ou encore de Robert Southey, qui avait, lui, étudié à Oxford.

#### Mariage

##### Mariage d'amour et mariage d'intérêt
L'idée que les jeunes gens devraient se marier selon leur inclination est très mal vu par certains critiques de l'époque, le très conservateur British Critic en particulier. D'ailleurs, Jane Austen l'avait anticipé, puisque le dernier chapitre commence par :
« When any two young people take it into their heads to marry, they are pretty sure by perseverance to marry […] This may be bad morality to conclude with, but I believe it to be truth. »
« Lorsque deux jeunes gens se mettent en tête de se marier, il est assez certain qu'ils se marieront s'ils font preuve de persévérance […] C'est peut-être une morale condamnable pour conclure [un roman], mais je crois que c'est la vérité. »

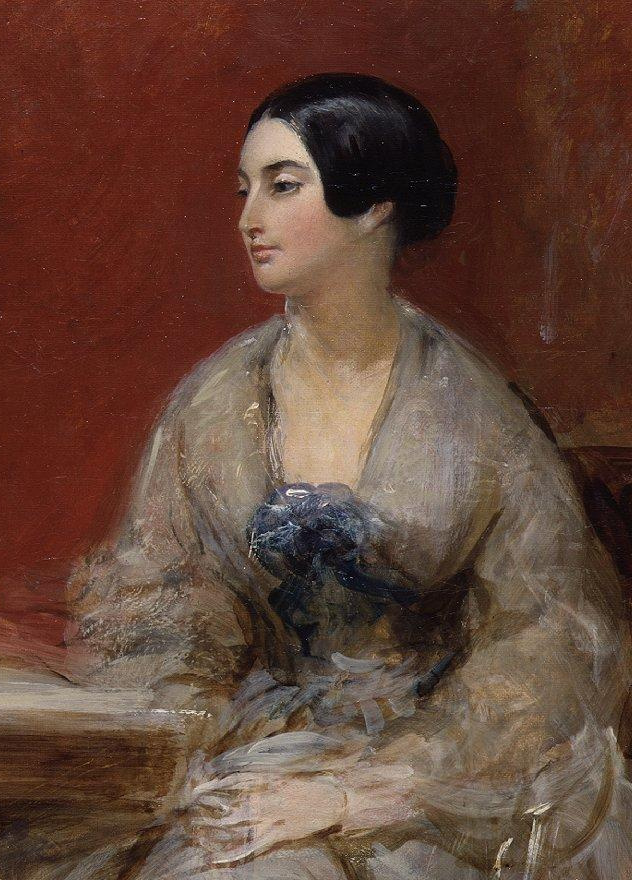
Privée de toute existence juridique propre, la femme mariée peut être confrontée à la dramatique situation de Caroline Norton, légalement dépouillée par son mari.

Mais le mariage d'intérêt occupe dans le roman une place tout aussi importante, avec le premier mariage de Mr Elliot, et au travers de ce mariage, la situation financière subalterne des femmes. Mr Elliot a en effet épousé la fille fort riche d'un emboucheur (grazier), petite fille d'un boucher. Il s'est donc marié très en dessous de son rang social, uniquement pour assurer sa fortune, qui seule lui importe alors. Mais ce n'est que lorsqu'il est parvenu à s'assurer du contrôle futur de la fortune de sa femme qu'il l'épouse.

##### Droits de la femme mariée
En effet, dans l'Angleterre d'alors, la femme n'avait plus d'existence juridique propre après son mariage, car elle était représentée par son mari. De ce fait, tous ses biens meubles passaient sous le contrôle de son mari (« those chattels which belonged to the women before marriage »), tout comme ceux d'ailleurs dont elle pouvait hériter par la suite. La femme mariée ne pouvait donc conserver une quelconque autonomie financière que si ses représentants légaux signaient avec son futur mari un contrat de mariage qui lui réservait une allocation périodique propre (pin money), et une part du domaine pour subvenir à ses besoins au cas où son mari viendrait à mourir avant elle. Dans le cas de la jeune fille que Mr Elliot épouse, il est bien peu probable que son herbager de père ait eu les connaissances juridiques nécessaires pour préserver les intérêts financiers de sa fille.

##### Autres aspects
D'autres aspects de la situation financière des femmes sont également évoqués. C'est tout d'abord (comme dans d'autres romans de Jane Austen, notamment Pride and Prejudice) la menace financière qui pèse sur les filles de Sir Walter au travers de l'entail applicable au domaine de leur père, Kellynch Hall. Il s'agit en effet d'une disposition juridique par laquelle il est possible au propriétaire d'un domaine de le léguer en définissant les critères auxquels devra satisfaire la personne qui héritera ensuite du domaine, à la mort du légataire ; bien souvent, comme ici, c'est à un héritier mâle que le domaine devra aller. Et Sir Walter n'ayant pas eu de fils, c'est donc Mr Elliot, son neveu, qui est « l'héritier présomptif », et du domaine, et du titre de baronnet. De ce fait, c'est seulement une petite partie de ses biens que Sir Walter peut aliéner librement.
C'est aussi le mariage simultané des deux filles Musgrove, qui entraîne pour leur père l'obligation de leur constituer une dot à chacune (daughters' shares), ce qui constitue pour lui une lourde charge qui l'oblige à réduire sensiblement son train de vie.

### Vie mondaine à Bath
Les deux romans de Jane Austen qui se déroulent en grande partie à Bath, Northanger Abbey tout d'abord, puis Persuasion, donnent une image assez différente de la vie dans cette ville d'eau :
Dans Northanger Abbey, Catherine Morland est emmenée à Bath pour six semaines par les amis de sa famille, les Allen ; ceux-ci, s'ils sont plutôt fortunés, n'ont aucune prétention à l'aristocratie. Aussi emmènent-ils Catherine là où tout le monde va, c'est-à-dire aux Assembly Rooms (dites alors les Upper Rooms), à la Pump Room, et aux Lower Rooms. Les Upper Rooms en particulier offrent une grande salle de bal, où tout le monde se presse, un salon de thé, la « salle octogonale », ainsi qu'une salle de jeux de cartes pour les messieurs.
Il est également d'usage d'aller se présenter à la Pump Room, la buvette où chaque nouvel arrivant est convié à boire un verre de l'eau des thermes et à signer son nom sur un livre d'or, puisque après tout, c'est pour ses eaux que l'on va à Bath depuis toujours.

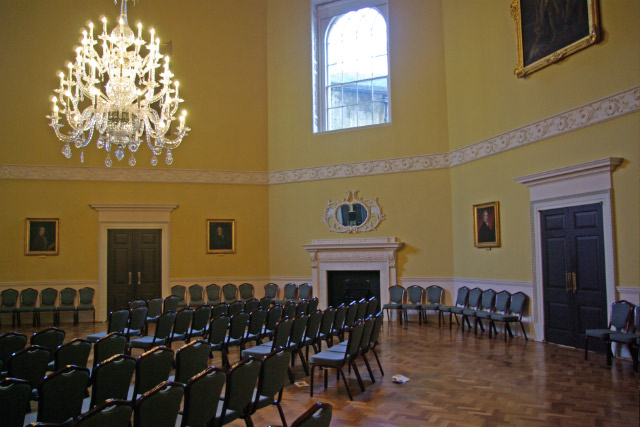
La « salle octogonale » des Assembly Rooms, où Anne assiste à un concert.

Dans Persuasion, tous ces hauts-lieux de la vie locale ne sont guère mentionnés. Au contraire, Jane Austen indique clairement que Sir Walter Elliot et ses nobles cousines Dalrymple ne fréquentent ni les Assembly Rooms, ni d'ailleurs le théâtre, pas assez distingués. Ils leur préfèrent effectivement « l'élégante stupidité » des soirées privées entre gens du même monde (« [the] evening amusements were solely in the elegant stupidity of private parties »).
Tout au plus va-t-on aux Rooms lors du concert organisé là-bas au bénéfice d'une personne protégée par Lady Dalrymple, qui donne à Anne et au capitaine Wentworth l'occasion de discuter dans la salle octogonale. Quant à la Pump Room, elle n'est guère mentionnée que lorsque Mary Musgrove en contemple l'entrée de la fenêtre du White Hart, où sont descendus les Musgrove plutôt que dans une demeure de la très aristocratique Laura Place. À la différence de la vie à Bath que décrit Northanger Abbey, superficielle, mais populaire et plutôt bon enfant, ponctuée d'ailleurs d'excursions dans la campagne environnante (Blaize Castle, ou surtout Beechen Cliff), la vie mondaine à Bath, présente dans Persuasion, est le fait d'une petite société fermée, composée de quelques riches et nobles familles rivalisant entre elles par l'élégance de leur adresse en ville (adresses d'ailleurs bien réelles), et leur dédain des amusements populaires.

### Royal Navy
Véritable hommage rendu par Jane Austen à ses deux frères, Francis et Charles, officiers de marine l'un et l'autre, Persuasion donne un rôle de premier plan à la Royal Navy et à ses héros victorieux. Si la marine britannique ne joue pas un rôle actif en tant que telle, elle permet à la romancière de définir un type d'homme bien particulier : loyal, cordial, direct, dénué de toute morgue aristocratique fût-il amiral ; l'officier de marine qui est dépeint dans le roman contraste fortement avec les précédents héros des romans austeniens, même si William Price (lui-même midshipman), le frère de Fanny, l'héroïne de Mansfield Park, était déjà nanti de ces traits de caractère.
Tous ces officiers sont des hommes qui ne doivent leur situation qu'à leur talent, leur intelligence et leur initiative personnelle ; face en effet à la dureté des combats imposés par la flotte française, la marine britannique avait dû se réformer pour que sa hiérarchie aristocratique s'efface devant des hommes de talent de plus modestes origines. Ils sont intelligents, parfois très cultivés, comme le capitaine Benwick, et actifs : le capitaine Harville travaille par exemple de ses mains à l'amélioration de son foyer, faisant de la menuiserie, collant, vernissant.
C'est la victoire sur la France, gagnée d'abord et avant tout sur mer, qui permet alors à tous ces hommes de regagner la terre : c'est le cas de Frederick Wentworth et de l'amiral Croft. James Benwick (en attente d'une affectation après sa promotion), et le capitaine Harville (démobilisé à cause de sa blessure non guérie) comptent parmi les autres officiers qui jouent un rôle dans le roman.
Malgré la rude vie de ces officiers de marine, c'est leur chaleureuse simplicité qui frappe Anne Elliot, qu'il s'agisse du capitaine Harville ou de l'amiral Croft, en fort contraste avec le snobisme froid et l'intérêt superficiel qu'elle rencontre chez les membres de sa famille.

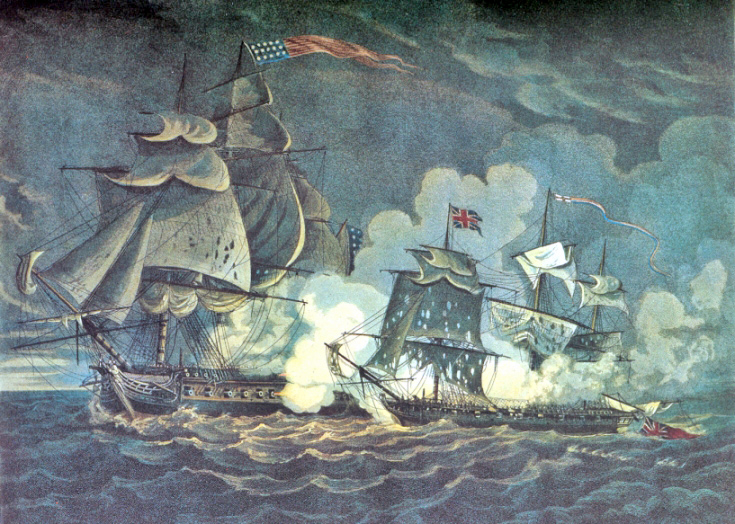
Un sloop de la Royal Navy combattant une frégate en mai 1811, comme le fait victorieusement Frederick Wentworth sur l'Asp, en dépit de la différence de taille et d'armement.

Plus encore que ne le montre la remarque de Mary Crawford dans Mansfield Park touchant aux mérites du métier de marin, l'excitation de Louisa et Henrietta Musgrove, lorsque le capitaine Wentworth raconte ses aventures en mer, sa prise d'une frégate française et la tempête à laquelle il échappe avec son vieux sloop, l'Asp, montre le prestige dont jouit la Royal Navy, alors que la victoire sur la France est désormais totale (volume I, chapitre VIII). L'empressement avec lequel les deux sœurs recherchent dans le registre de la marine (la Navy list) les vaisseaux commandés par Frederick Wentworth, la manière dont elles veulent tout savoir de la vie à bord témoignent, au-delà de leur intérêt évident pour l'homme, de l'aura qui entoure le corps auquel il appartient.
Enfin, le roman se conclut sur un hymne à la gloire de la Royal Navy et à ses marins, avec la phrase finale :
« [Anne Elliot] gloried in being a sailor's wife, but she must pay the tax of quick alarm for belonging to the profession which is, if possible, more distinguished in its domestic virtues as in its national importance. »
« Elle était fière d'être l'épouse d'un marin, mais elle devait bien souvent trembler qu'il appartienne à un corps, qui, s'il est possible, se distingue plus encore par ses vertus domestiques que par son importance pour la nation. »

### Cordialité et spontanéité, ou réserve prudente?
Persuasion marque un revirement marqué dans le caractère des personnages positifs présentés par Jane Austen. Jusqu'ici en effet, le héros était en général un homme réservé (Edward Ferrars et le colonel Brandon, dans Sense and Sensibility ou Edmund Bertram, dans Mansfield Park), voire d'un abord froid et rugueux (Mr Darcy, dans Pride and Prejudice).
En revanche, le personnage masculin chaleureux, d'un abord charmeur, si séduisant au premier abord, se révèle plus tard dans ces romans être trompeur et sans moralité, comme c'est le cas pour Willoughby (Sense and Sensibility), Wickham (Pride and Prejudice) et Crawford (Mansfield Park), voire, dans une moindre mesure, Frank Churchill dans Emma.
Dans Persuasion, au contraire, les personnages masculins positifs sont chaleureux, directs, qu'il s'agisse de Frederick Wenworth, du capitaine Harville ou de l'amiral Croft. Mr Elliot, lui, apparaît plus réservé, moins chaleureux, pour se révéler plus tard comme un homme froid, sans scrupules et prêt à tout pour parvenir à ses fins.
Jane Austen passe ainsi d'un soutien marqué aux mérites d'une réserve parfois accompagnée de méfiance à un hommage appuyé à la franchise et à la cordialité, y compris pour ses personnages féminins : la méfiance de Lady Russell est critiquée, là où la confiance d'Anne Elliot est perçue comme une qualité, répondant à l'accueil chaleureux des Musgrove ou des Harville. La comparaison avec les personnages de Sense and Sensibility, celui de Marianne Dashwood, chaleureux et ouvert, mais critiquable, et celui d'Elinor, dont la réserve et la prudence sont récompensées, montre l'importance de l'évolution. Déjà, d'ailleurs, dans Northanger Abbey (le premier grand roman que Jane Austen ait achevé), Isabella Thorpe, la « fausse bonne amie », semblait tout d'abord cordiale et chaleureuse, avant que n'apparaisse au grand jour la fausseté de ses déclarations d'affection.
En ce sens, Persuasion achève l'évolution amorcée dans Emma, où le personnage de la très réservée Jane Fairfax ne reçoit guère le soutien de l'auteur.

### Seconde chance

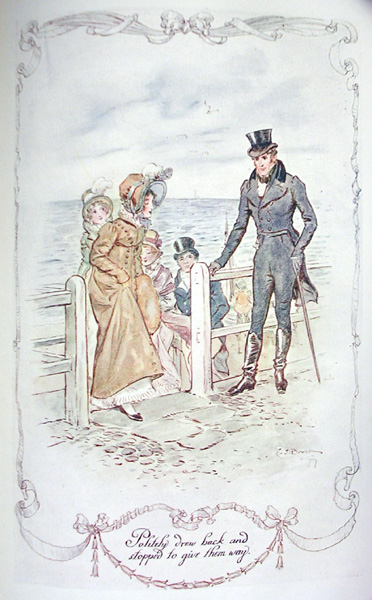
Mr Elliot regarde Anne avec une admiration non dissimulée C. E. Brock, 1909.

Un thème important du roman est celui de la « seconde chance » accordée à Anne Elliot et, du même coup, à Frederick Wentworth.
Ce thème est étroitement associé par Jane Austen au mot bloom (mot sans véritable équivalent en français, qui désigne la « fraîcheur épanouie » de la fleur tout juste éclose). Ainsi Walton Litz a-t-il pu dire que Persuasion était écrit autour de la perte et du retour de la fraîcheur épanouie d'Anne Elliot (« the loss and return of [Anne's] bloom »). On apprend dès le début de Persuasion en effet, que la beauté d'Anne Elliot s'était prématurément fanée (« her bloom had vanished early »), ce qui est initialement perçu comme impliquant que la fraîcheur de sa jeunesse s'en est définitivement allée. Elle a en effet vingt-sept ans, âge dangereux pour les personnages féminins de Jane Austen, comme le montrent l'exemple de Charlotte Lucas dans Orgueil et Préjugés, et la phrase de Marianne dans Sense and Sensibility lorsqu'elle affirme qu'« une femme de vingt-sept ans […] ne peut jamais espérer ressentir ou inspirer de nouveau l'amour » (« a woman of seven and twenty […] can never hope to feel or inspire affection again »).
De même, lorsque, au chapitre IV, Anne Elliot songe à la perte de son amour de jeunesse, c'est à la perte de la fraîcheur de ses dix-neuf ans que Jane Austen associe ces réflexions nostalgiques, écrivant que « son amour et ses regrets lui avaient, pendant longtemps, interdit de profiter de sa jeunesse ; et la perte prématurée de l'éclat de sa beauté et de sa joie de vivre en avait été la conséquence durable » (« Her attachment and regrets had, for a long time, clouded every enjoyment of youth; and an early loss of bloom and spirits had been their lasting effect »).
Mais plus tard, à Lyme Regis, alors qu'Anne croise sans le savoir Mr Elliot, celui-ci la regarde avec une admiration non dissimulée, car l'air de la mer lui a permis de retrouver l'éclat et la fraîcheur de la jeunesse (« having the bloom and freshness of youth restored by the fine wind ») ; et le capitaine Wentworth remarque aussitôt cette admiration, qu'il semble partager, retrouvant lui-même en cet instant l'Anne Elliot d'autrefois (« even I, at this moment, see something like Anne Elliot again »)).
Janet Todd et Antje Blank suggèrent à ce propos que ce mot de bloom, si important dans le roman, était déjà présent à l'esprit de Jane Austen lorsque, recopiant, dans l'euphorie qui suit la chute de Napoléon, le poème de Byron, Napoleon's Farewell, elle se trompe en écrivant bloom au lieu de gloom, dans les deux premiers vers du poème :
| Farewell to the Land where the gloom of my Glory Arose and o'ershadow'd the earth with her name. | Adieu au pays où les ténèbres de ma gloire se levèrent et recouvrirent la terre de l'ombre de son nom. |

## Style et traitement littéraire
Écrit dans une atmosphère de joie, d'enthousiasme et de fierté patriotiques, mais dans un contexte personnel lourd d'inquiétude pour Jane Austen elle-même, Persuasion laisse apparaître, dans certains de ses thèmes, mais surtout peut-être par son écriture, un ton et des ambiguïtés que l'on ne retrouve guère dans ses romans précédents.

### Discordances stylistiques
Janet Todd et Antje Blank soulignent les « discordances stylistiques marquées » (« jarring stylistic disjunctions ») qui apparaissent dans le roman, où s'entremêlent une intense et romantique histoire d'amour et l'ironie cinglante de la narratrice. Virginia Woolf considère de ce fait que Persuasion aurait été un roman de transition pour Jane Austen, où elle aurait amorcé un certain abandon de son ironie coutumière pour une plus grande intériorité (inwardness), vers un style suggérant « non seulement ce que les personnages disent, mais aussi ce qu'ils ne disent pas ». Cette hypothèse d'une évolution stylistique de Jane Austen bute cependant, comme on l'a fait remarquer, sur le retour à un style très différent avec la comédie morale qu'est Sanditon, le tout dernier roman (inachevé) de Jane Austen, d'une verve comique bien dissemblable.
Pour Marvin Mudrick, l'ironie, dont les traits étaient auparavant décochés avec tant de dextérité par la romancière, « s'épaissit [dans Persuasion] pour tourner au sarcasme » (« coarsen[ed] into sarcasm »), au point de voir dans quelques passages concernant Mrs Musgrove l'expression d'une forte aversion de l'écrivain pour certains de ses personnages, qui aurait sans doute été corrigée lors d'une révision ultérieure du roman.
Cette hésitation stylistique entre sentiment et ironie est soulignée a contrario par Mary Lascelles, qui, dans son Jane Austen and her Art (Jane Austen et son art) de 1939, considère Persuasion d'abord et avant tout comme une satire pleine d'ironie sur la « fragilité du chagrin humain » (« the frailty of human sorrow »), satire que seul vient contredire le long dialogue empli de sentiment entre Anne et Harville (volume II, chapitre XI).

### Roman «automnal»
Persuasion diffère à bien des égards des autres romans de Jane Austen, notamment par ses tonalités « automnales », empreintes de nostalgie. Anne Elliot sait, ou plutôt croit savoir, que ses chances de bonheur sont derrière elle, que son printemps s'est enfui pour ne plus revenir. Le roman communique ce sentiment par de nombreuses notations, dont plusieurs sont empruntées à la description de la nature, entremêlée de sentiment nostalgique et de poésie.

#### Promenade entre Uppercross et Winthrop

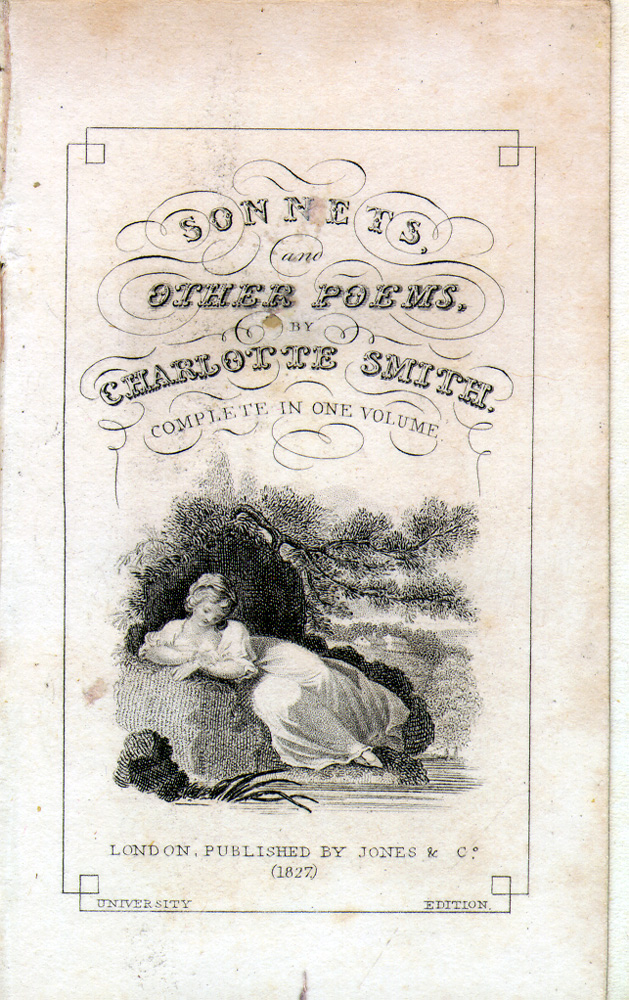
Sonnets de Charlotte Smith, dont l'un est peut-être celui auquel Anne Elliot fait appel, lorsqu'elle veut apaiser son chagrin (volume I, chapitre X).

Ainsi, la promenade pour laquelle Anne se joint à sa sœur Mary et à Charles Musgrove, au capitaine Wentworth et aux deux sœurs Musgrove, les emmène vers Winthrop, la demeure des Hayter, à travers la campagne anglaise baignée du soleil automnal d'une belle journée de novembre. Cette marche soulève chez Anne Elliot une vision pleine de poésie des derniers beaux jours avant la venue de l'hiver : 

« Quant au plaisir qu'elle trouvait à cette promenade, il naissait de l'exercice et de cette journée, de la vision des derniers sourires de l'année sur les feuilles fauves et les haies flétries, et de la répétition qu'elle se faisait de quelques-unes des milliers de descriptions poétiques qu'il existait de l'automne, cette saison d'une influence particulière et inépuisable sur un esprit empreint de goût et de tendresse, cette saison qui a su tirer de chaque poète digne d'être lu, quelque tentative de description, ou quelques vers emplis de sentiments. »

De même, toujours au cours de cette promenade, lorsque Anne a le chagrin de voir se développer l'amorce d'une idylle entre le capitaine Wentworth et Louisa Musgrove, c'est le souvenir d'un « tendre sonnet » (« a tender sonnet ») qu'elle appelle à son aide. Ce poème, faisant l'analogie, dit la narratrice, « entre l'année qui s'achève et le bonheur qui s'éloigne », est peut-être un sonnet de Charlotte Smith tiré de ses Elegiac Sonnets ( Sonnets élégiaques),.
Toutefois, cette lente promenade a aussi un sens symbolique plus positif. Sa lenteur, la fatigue d'Anne et les accidents du paysage évoquent certes la tristesse des longues années de séparation et les obstacles encore à franchir pour les deux protagonistes. Mais les réflexions que Frederick fait à Louisa à propos d'une noix qu'il a ramassée, « une belle noix brillante [... qui a] survécu aux tempêtes automnales » (a beautiful glossy nut [...] outlived all the storms of autumn) à cause de sa solidité et de sa fermeté, remarques qu'Anne surprend par hasard, font comprendre à cette dernière que les qualités qu'admire le capitaine Wentworth chez une femme sont justement celles qu'elle possède, même s'il doit encore apprendre à les reconnaître en elle.
C'est aussi par les bavardages de Louisa au cours de cette promenade qu'il découvre de son côté qu'Anne a aussi refusé d'épouser Charles Musgrove quelques années plus tôt.

#### Séjour à Lyme Regis et promenade sur leCobb
L'excursion de deux jours à Lyme Regis, au cours de ce même mois de novembre, à laquelle Anne participe avec le capitaine Wentworth, les sœurs Musgrove, ainsi que Charles et Mary, est également l'occasion de décrire les beautés de la nature anglaise du bord de mer. Les escarpements des environs de la petite ville, ses alignements de sombres falaises frangées de sable, ses rochers romantiques séparés par des gouffres, sont autant d'objets d'émerveillement, comme d'ailleurs la vision du large en arrivant près du Cobb. La rudesse de l'hiver qui s'avance, et la mélancolie de la ville désertée par ses visiteurs à cette époque de l'année, sont plus que compensées par la cordialité de l'accueil du capitaine Harville et de sa famille, ainsi que du capitaine Benwick ; mais c'est pour Anne l'occasion d'un douloureux sentiment de regret, lorsqu'elle pense à ces chaleureux amis de Frederick Wentworth, qui auraient pu être aussi les siens si la vie en avait décidé autrement.
C'est là, en revanche, que se révèlent à Wentworth les qualités d'Anne. Physiquement, cela concerne le retour de l'éclat et la fraîcheur de son teint (her bloom), mais ce sont surtout sa rapidité de décision, sa capacité à prendre les autres en charge, et aussi à s'effacer pour éviter les conflits inutiles, qui l'obligent à reconsidérer ses préjugés.

### Caractérisation des personnages

#### Anne Elliot

##### Une douloureuse et discrète résignation

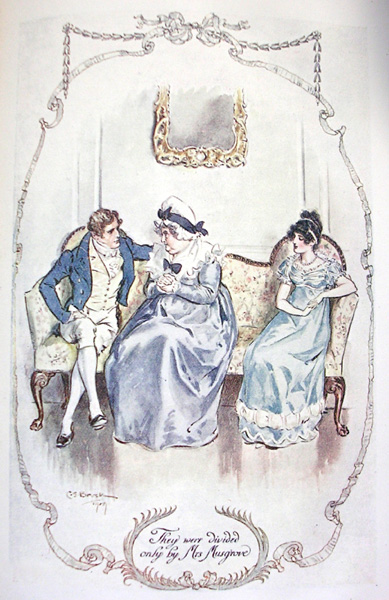
Anne reste très discrète et effacée lorsque Frederick Wentworth vient à Uppercross (ch.VIII).

De toutes les héroïnes de Jane Austen, Anne Elliot est d'assez loin la plus âgée, comptant notamment six ou sept ans de plus qu'Elizabeth Bennet ou Emma Woodhouse, et la seule réellement en passe de devenir une vieille fille désormais impossible à marier. Cette maturité du personnage, le poids du passé et des déceptions qu'elle a déjà vécues, se traduisent par le caractère plus introspectif d'Anne, par sa capacité à analyser et à juger en silence son entourage, avec un certain recul et un détachement non dénué d'une certaine désillusion. L'attitude d'Anne Elliot, qui parle peu et pense beaucoup, est fréquemment rendue par Jane Austen sous la forme d'un discours narrativisé, qui peut évoluer vers le discours indirect libre cher à l'auteur.

Lorsque commence le roman, et lors de ses premières rencontres avec le capitaine Wentworth après son retour à terre, c'est une Anne Elliot résignée que dépeint Jane Austen, une femme qui s'est retirée de la vie sociale et du « marché du mariage ». Ainsi, au chapitre VIII, au cours duquel les demoiselles Musgrove font le siège du capitaine Wentworth, Anne se tient délibérément en retrait. Plus encore, lorsqu'un bal s'annonce, c'est elle-même qui s'en exclut, avec une douloureuse résignation : 

« La soirée s'acheva par un bal. Quand on le proposa, Anne offrit ses services, comme d'habitude, et bien que ses yeux s'emplissent parfois de larmes tandis qu'elle était assise au piano, elle était extrêmement heureuse d'avoir quelque chose à faire, et ne désirait en retour rien d'autre que de passer inaperçue.
« The evening ended with dancing. On its being proposed, Anne offered her services, as usual, and though her eyes would sometimes fill with tears as she sat at the instrument, she was extremely glad to be employed, and desired nothing in return but to be unobserved ». »

Sa réserve s'accompagne cependant d'une grande capacité d'écoute, qui fait d'elle la confidente des autres, celle vers qui on se tourne pour vider son cœur, alors même que son père et sa sœur Elizabeth la considèrent comme insignifiante : c'est à elle que Charles Musgrove exprime un certain agacement lorsque sa femme critique la façon – pourtant plutôt sensée – dont il se comporte avec leurs enfants, elle également « qui écoute Mary se plaindre à son tour que « Charles gâte tant les enfants que je n'arrive plus à m'en faire obéir » – ce à quoi elle n'a jamais la moindre tentation de répondre « C'est bien vrai ». » (« When listening in turn to Mary's reproach of "Charles spoils the children so that I cannot get them into any order" — she never had the smallest temptation to say, "Very true" »).

##### La force cachée d'Anne Elliot
Cette capacité d'analyse, ce calme joints à cette attention à ceux qui l'entourent confèrent à Anne Elliot, selon Barbara McLean, les qualités d'un excellent médecin urgentiste, expert en triage médical : lors du grave accident de Louisa Musgrove dans l'escalier du Cobb à Lyme Regis, c'est elle qui détermine les priorités, organise les actions de chacun, elle vers qui tout le monde se tourne au milieu de la panique générale. Pendant qu'elle s'affaire auprès de Henrietta, effondrée par l'accident de sa sœur, elle envoie le capitaine Benwick chercher un chirurgien, tout en trouvant des paroles de réconfort pour les autres (« to suggest comfort to the others ») et en répondant avec efficacité à Charles Musgrove quand il se tourne vers elle en disant « Anne, Anne, que faut-il faire maintenant ? » (« Anne, Anne, what is to be done next? »).
Cet accident est déterminant dans le revirement d'opinion du capitaine Wentworth à son égard : c'est à ce moment qu'il prend conscience que, derrière l'attitude apparemment terne et effacée de celle à qui il reprochait jusque-là son manque de détermination, se cachent en fait un esprit de décision, une clarté de pensée, un sang froid que l'officier de la Royal Navy qu'il est ne peut qu'admirer.
Mais Anne Elliot est difficile à déchiffrer par ses proches, car elle s'efforce de ne pas montrer ses sentiments ; ainsi en est-il du chagrin que lui causent les propos de Mary, lorsque celle-ci s'empresse de lui rapporter les paroles du capitaine Wentworth, qui, à une question de Henrietta, a répondu ne pas avoir reconnu Anne tant elle était changée :

« « Changée au point de ne pas pouvoir me reconnaître ! » Anne souscrivait complètement à ce jugement, sans protester, mais profondément mortifiée [...] Il n'avait pas pardonné à Anne Elliot. Elle s'était mal comportée envers lui, l'avait trahi, l'avait déçu ; pire encore, elle avait montré en agissant ainsi de la faiblesse de caractère [...] 
'Altered beyond his knowledge!' Anne fully submitted, in silent, deep mortification [...] He had not forgiven Anne Elliot. She had used him ill, deserted and disappointed him; and worse, she had shewn a feebleness of character in doing so [...]. »

De même, Anne tente de dissimuler le choc qu'elle éprouve à la lecture de la lettre de Frederick Wentworth (volume II, chapitre XI) : elle lutte pour masquer son émotion en considérant « l'absolue nécessité de sembler comme à l'accoutumée » (« the absolute necessity of seeming like herself »).

##### Princesse de conte de fées?
On a parfois évoqué, à propos d'Anne Elliot, la loathly lady, ce personnage des contes du Moyen Âge transformé par un sort en vieille femme laide qui redevient belle lorsqu'elle reçoit un baiser d'amour. C'est du même coup le souvenir de la Wife of Bath de Chaucer, avec son approche délibérément féministe, qui est rappelé à son sujet.
Mais le personnage d'Anne Elliot présente aussi plusieurs caractéristiques qui le rapprochent de Cendrillon : comme celle-ci, elle est orpheline de mère, négligée, et ignorée ; comme elle également, elle a une méchante sœur, Elizabeth, une marraine, Lady Russell, qui tient le rôle de la bonne fée, tout en échouant à épargner à sa protégée la longue souffrance morale à laquelle ses conseils la vouent. Et comme Cendrillon, elle épouse son prince charmant à la fin. En revanche, contrairement aux princesses des contes, personnages plutôt passifs, elle n'est pas dénuée de caractère, d'autant qu'elle a, à la différence des héroïnes de contes de fées, déjà connu un premier amour, qu'elle a perdu.

#### Frederick Wentworth
Il est le seul véritable héros, au sens habituel du terme, que présente Jane Austen. Courageux, meneur d'hommes, il est auréolé de la gloire des officiers de la Royal Navy, qui ont combattu Napoléon sur toutes les mers du globe et donné la suprématie maritime à la Grande-Bretagne. Margaret Kennedy le considère comme « totalement masculin, dans tout ce qu'il dit et fait ».

##### L'homme d'action, positif et optimiste

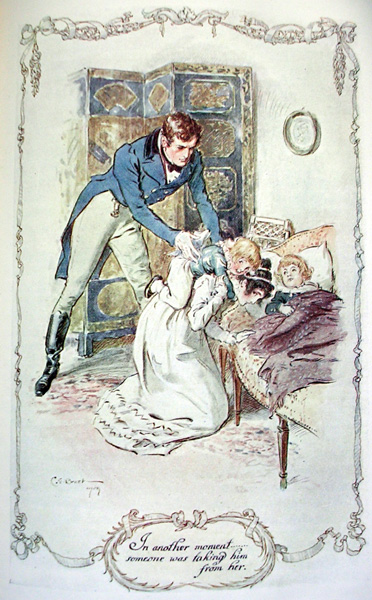
Frederick prend l'initiative de délivrer Anne de son encombrant neveu (ch. 9).

« Plein de vie et d'ardeur », homme d'action avant tout, il juge les autres sur leurs actions ; c'est, pense-t-il, ce qu'ils font qui les caractérise, pas ce qu'ils pensent, ni les raisons qui les ont fait agir. C'est le fait qu'Anne se soit laissé convaincre par Lady Russell de rompre ses fiançailles avec lui qui donne à Frederick Wentworth une aussi piètre opinion de son caractère, et non les raisons plus complexes qui ont en réalité motivé sa décision.
De la même façon que les mérites personnels d'Elizabeth Bennet la rendent digne d'être l'épouse de Mr Darcy en dépit de la différence de classe sociale, les qualités personnelles de Frederick Wentworth comblent l'écart qui pourrait le séparer d'Anne Elliot, et apparaissent assez grandes pour convaincre la fille du baronnet Sir Walter de renoncer à un mariage endogame qui aurait fait d'elle la nouvelle Lady Elliot.
Sa personnalité transparaît dans les propos que Jane Austen met dans sa bouche, notamment au chapitre VIII du volume I, lorsqu'il raconte sa vie de marin en réponse aux questions fascinées des demoiselles Musgrove. S'il envoie une pique ironique à l'adresse de l'Amirauté en présence même d'un amiral, lorsqu'il commente le triste état de son sloop, l’Asp, en disant « l'Amirauté se divertit de temps en temps en envoyant à la mer quelques centaines d'hommes, sur un navire hors d'état de servir » (« the admiralty entertain themselves now and then, with sending a few hundred men to sea, in a ship not fit to be employed »), il est cependant plein d'enthousiasme pour son métier de marin. Il contredit en effet aussitôt sa critique par son attachement à son vieux navire, dont il dit : « Ah ! Il était bien cher à mon cœur, ce vieil Asp. Il a fait tout ce que j'attendais de lui. » (« Ah! she was a dear old Asp to me. She did all that I wanted »).
Personnage positif, Frederick Wentworth est chanceux. Ou peut-être sait-il provoquer la chance lors des occasions que le hasard met sur son chemin, comme le montre sa remarque à l'amiral Croft : « j'ai bien vu la chance que j'avais, amiral, je vous assure ; [...] J'ai eu la bonne fortune, lors de la navigation de retour à l'automne suivant, de tomber tout justement sur la frégate française que je voulais » (« I felt my luck, admiral, I assure you; [...] I had the good luck, in my passage home the next autumn, to fall in with the very French frigate I wanted »),. Cependant cette assurance et cette confiance en ses capacités, si utiles dans sa vie professionnelle, se sont retournées contre lui dans sa vie sentimentale et ont failli lui faire perdre Anne : comme il le lui confessera, son amour-propre blessé l'a empêché de reprendre contact avec elle après ses premiers succès, il était « orgueilleux, trop orgueilleux pour renouveler [sa] demande ».

##### «Un bien bel homme»
De son apparence physique, Jane Austen dit peu de choses, et seulement de façon indirecte : rien, par exemple, n'est dit sur l'éventuelle ressemblance entre lui et sa sœur, en dehors du fait que le capitaine Wentworth et Mrs Croft ont en commun une indéniable prestance. Anne Elliot, lorsqu'ils se rencontrent de nouveau, se fait la remarque que : 

« Non ; les années qui avaient détruit sa propre jeunesse et sa fraîcheur n'avaient, pour lui, fait que renforcer son air rayonnant, viril, ouvert, ne diminuant à aucun égard la supériorité de son apparence.
« No; the years which had destroyed her youth and bloom had only given him a more glowing, manly, open look, in no respect lessening his personal advantages ». »

Plus tard, lors du concert aux Upper Rooms, Anne surprend l'appréciation de son père à Lady Dalrymple lorsqu'il aperçoit Frederick Wentworth et qu'il en dit simplement « un bel homme, un bien bel homme » (« A well-looking man, a very well-looking man ») ; ce qui, dans la bouche de cet impitoyable critique de l'apparence des autres, en dit long sur le physique avantageux du capitaine.

#### Sir Walter
« La vanité était l'alpha et l'oméga du caractère de Sir Walter Elliot » (« Vanity was the beginning and the end of Sir Walter Elliot's character ») informe Jane Austen dès le premier chapitre du roman.

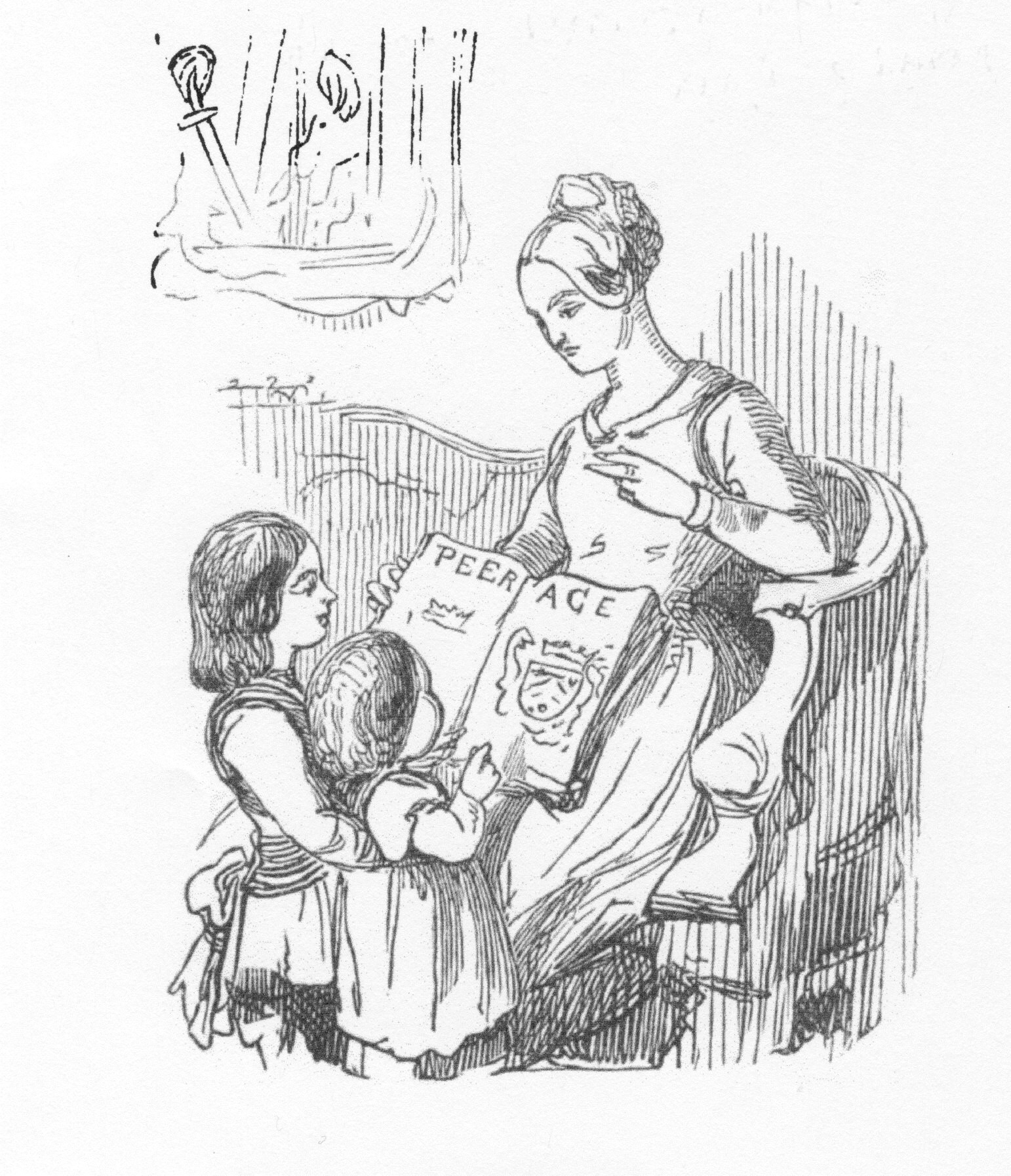
Le Baronetage est la Bible de Sir Walter, comme The Peerage celle de l'aristocratie. Illustration de Thackeray pour le Livre des snobs (1848).

Il est en effet un parfait exemple de cette vanité rampante que Jane Austen ne cesse de traquer en particulier dans ses personnages masculins, et qui s'épanouit chez lui de façon extraordinaire. L'incipit du roman le présente dans tout son snobisme aristocratique. Il ne lit pas d'autre livre que le Baronetage, se réfugiant dans une contemplation narcissique et stérile des mots qui indiquent noir sur blanc son titre, son nom, son domicile : ELLIOT OF KELLYNCH-HALL, mais incapable d'assumer les responsabilités qu'ils impliquent. S'il peut être fier du passé, sa famille est sans avenir, puisque l'héritier direct est mort-né, et qu'il ne peut entretenir le domaine.
Son appréciation des personnages qui l'entourent ne s'attache qu'aux apparences, et seuls trouvent grâce à ses yeux ceux qui brillent par leur beauté, ou par leur naissance. Aussi l'image que lui renvoient les miroirs qui ornent son cabinet de toilette est-elle pleinement satisfaisante, puisque lui-même tire vanité à la fois de sa belle naissance et de sa belle apparence (« vanity of person and of situation »), sans se rendre compte à quel point ce reflet omniprésent le coupe de la réalité du monde qui l'entoure.
Mr Shepherd est ainsi amené, pour mettre en valeur l'amiral Croft en tant que possible locataire de Kellynch Hall, à souligner que celui-ci « a belle allure, même s'il est un peu hâlé – mais pas beaucoup – par l'air du large ; et un parfait gentleman [...] » (« Admiral Croft was [...] a well-looking man, a little weather-beaten to be sure, but not much; and quite the gentleman [...] »). De fait, Sir Walter reconnaît ensuite que l'amiral est le plus beau marin qu'il ait jamais rencontré (« the best-looking sailor he had ever met with »), alors qu'il ne cesse de critiquer la dentition trop visible, le poignet peu racé et les taches de rousseur de Mrs Clay (« Mrs. Clay’s projecting tooth, clumsy wrist, and freckles »),.

#### Lady Russell
Jane Austen décrit les forces et les faiblesses du personnage de Lady Russell d'une façon qui permet de mieux cerner le caractère de celle qui, bien que cherchant le bonheur de sa filleule Anne, est à l'origine de sa douloureuse rupture avec Frederick Wentworth. C'est tout d'abord, comme l'écrit la narratrice, une personne posée, montrant une grande aversion pour le risque, et n'appréciant guère l'esprit (« [she] had little taste for wit ; and of anything approaching to imprudence a horror ») (volume I, chapitre IV)
Femme charitable et affectionnée, au demeurant, de bonnes manières, elle est d'une stricte intégrité. Lorsqu'il s'agit d'évaluer les mesures d'économie que doit prendre Sir Walter pour faire face à sa situation financière, elle fait preuve d'un grand bon sens, plutôt que d'une vivacité d'esprit qui n'est pas dans sa nature (« She was a woman of sound rather than of quick abilities »)... Elle n'est pas sans montrer un certain orgueil de classe (« prejudices on the side of ancestry »), et, dit Jane Austen, « elle-même veuve d'un simple chevalier, elle accorde à la dignité de baronnet toute l'importance qui lui est due » (« herself, the widow of only a knight, she gave the dignity of a baronet all its due ») (volume I, chapitre II).
Lady Russell a la réputation d'être, comme le dit avec crainte Henrietta Musgrove, « capable de persuader une personne de n'importe quoi » (« able to persuade a person to anything »). Anne Elliot elle-même a la crainte rétrospective que Lady Russell aurait pu la persuader d'épouser Mr Elliot, si Mrs Smith n'avait révélé la vérité à son sujet (volume II, chapitre IX).
La narratrice cependant signale qu'elle aime profondément Anne, et que, si elle a l'intention d'être raisonnable et de bon jugement, elle désire avant tout voir Anne heureuse : « if her second object was to be sensible and well-judging, her first was to see Anne happy. » (volume II, chapitre XII). Aussi n'a-elle pas trop de difficulté, une fois le premier choc passé, à considérer Wentworth comme un fils, puisqu'il « garantit le bonheur de son autre enfant » (« was securing the happiness of her other child »).

#### Le couple Croft
Inséparables en toutes circonstances, l'amiral Croft et sa femme forment un couple que Jane Austen présente dans Persuasion comme le modèle du mariage heureux, qu'Anne Elliot considère comme « une image de bonheur particulièrement attirante » (« a most attractive picture of happiness »). Plus que le couple conventionnel, au bonheur ordinaire, qu'incarnent Charles et Mary Musgrove, plus que le couple encore un peu hétérogène que s'apprêtent à former le capitaine Benwick et Louisa Musgrove, les Croft sont les seuls à être pleinement heureux, en montrant la voie de la remise en cause des « sphères séparées », la séparation des rôles entre l'homme et la femme.
Ainsi, Mrs. Croft oppose les fine ladies, les « belles dames » préoccupées de raffinement, aux rational creatures, les « créatures rationnelles » qui, comme elle, acceptent un certain inconfort pour suivre leur mari à bord de leur navire. Ennemie de l'emphase, elle minimise l'importance de sa longue vie en mer, aux côtés de l'amiral, soulignant qu'elle n'a été aux Indes orientales qu'« une seule fois » (only once), elle qui a pourtant traversé l'Atlantique à quatre reprises. Jane Austen ne la met que peu en scène, mais la présente en disant d'elle que, « bien que ni grande ni grosse, il y avait en elle une attitude sans détour, une droiture, une énergie qui donnaient de l'importance à sa personne » (« [...] though neither tall nor fat, had a squareness, uprighness and vigour of form, which gave importance to her person »).

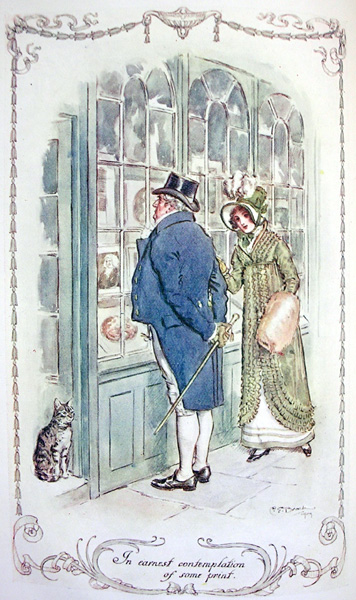
Anne rencontre l'amiral Croft dans Milsom Street, exceptionnellement sans son épouse.

L'amiral Croft, de son côté, est un personnage particulièrement attachant par sa simplicité et sa bonhomie, qui contrastent avec sa situation financière prospère, le haut rang qu'il a atteint dans la Royal Navy, et sa belle allure (la vanité de Sir Walter Elliot lui-même s'accommoderait en effet sans honte d'être vu en sa compagnie « où que ce soit », tant il présente bien, à condition cependant que son valet ait pris la peine de le coiffer).

L'auteur donne vie à sa personnalité en le faisant parler beaucoup et avec chaleur ; mais c'est de la façon brève d'un militaire, dans une langue sans apprêt, voire familière, et de façon très directe. Lorsque Anne Elliot le rencontre dans Milsom Street (volume II, chapitre VI), il lui dit ainsi, quand ils croisent un autre officier de marine : 

« [...] Mais voici qu'arrive un ami, le capitaine Brigden [...] Brigden écarquille les yeux de me voir avec quelqu'un d'autre que ma femme. La pauvre, c'est sa jambe qui la cloue à la maison. Elle a une ampoule à un talon, aussi grosse qu'une pièce de trois shillings.
« [...] But here come a friend, captain Brigden [...] Brigden stare to see anybody with me but my wife. She, poor soul, is tied by the leg. She has a blister on one of her heels, as large as a three shilling piece. ». »

Puis, alors qu'ils croisent l'amiral Brand et son frère : 

« De bien tristes bonshommes, tous les deux ! Je suis content qu'ils ne soient pas de ce côté de la rue. Sophy ne peut pas les supporter. 
« Shabby fellows, both of them! I am glad they are not on this side of the way. Sophy cannot bear them. ». »

En quelques phrases, tout est dit : l'affection pleine de cordialité qu'il porte à Anne Elliot, dont témoigne la totale liberté de ses propos, les nombreux autres officiers qu'il connaît et la façon dont il s'attache, non à leur grade, mais à leurs qualités morales, la présence constante de sa femme à ses côtés, leur amour commun de la marche, le franc-parler de son épouse et le cas qu'il fait de ses avis...

#### Famille de sang et famille de cœur
Les romans de Jane Austen mettent en scène une héroïne qui peut s'appuyer – à des degrés d'ailleurs très divers – sur l'amour de sa famille (Northanger Abbey), ou au moins d'une sœur (Pride and Prejudice, Sense and Sensibility), voire d'un frère (Mansfield Park). Et si l'appui que l'héroïne d’Emma peut trouver auprès de sa sœur ou de son père est passablement inefficace, au moins se sait-elle aimée d'eux.
Tout autre est la situation d'Anne Elliot. Elle est la plus solitaire des héroïnes créées par Jane Austen : l'une de ses sœurs est hypocondriaque et égocentrique, l'autre est froide, orgueilleuse et méprisante, son père enfin est superficiel et vaniteux. Tous sont imbus de leur rang, égoïstes, et dénués de toute véritable affection. Ignorée par sa propre famille, qui ne voit par exemple dans son arrivée à Bath que l'intérêt de compléter la tablée de quatre personnes, Anne va peu à peu s'éloigner de sa famille de sang, figée dans des relations vaines et stériles, pour se constituer une famille de cœur, une famille d'adoption qu'elle choisit parmi ceux dont elle apprécie le caractère franc et chaleureux, en directe opposition à sa famille naturelle.
Ce faisant, Anne Elliot prend inconsciemment modèle sur la British Navy, elle-même une grande famille étroitement soudée, dont les Croft et les Harville lui donnent l'exemple. Et, alors qu'elle regrette de ne pouvoir offrir à Frederick Wentworth une famille capable de l'accueillir et l'estimer à sa juste valeur, c'est lui qui lui en offre une, le little knot of the navy, ce petit groupe de marins, dans lequel les femmes comme Mrs Croft sont considérées comme des égales et les hommes manifestent ouverture d'esprit, camaraderie, droiture.
L'évolution d'Anne Elliot reflète l'évolution de la société anglaise en faveur des valeurs domestiques, au détriment de l'importance accordée à la famille « généalogique », telle que la consigne avec délectation Sir Walter dans son ouvrage favori, The Baronetage. Bien au contraire, Anne Elliot, là encore tout comme la loathly lady, la « dame répugnante » de Chaucer, réfute « celui qui tire fierté de sa noblesse / Parce qu'il est fils d'une haute lignée [...] / Mais qui pour sa part ne fait rien de noble. / Celui-ci n'est pas noble, fût-il duc ou comte [...] », lui préférant la noblesse qu'apporte une vie vertueuse et méritante.

## Postérité du roman

### Adaptations

#### À la télévision
- 1960-1961 : Persuasion, mini-série télévisée en quatre épisodes et en noir et blanc pour la BBC avec Daphne Slater dans le rôle d'Anne et Paul Daneman dans le rôle du capitaine Wentworth.
- 1971 : Persuasion, mini-série télévisée en cinq épisodes de 45 min, d'Howard Baker pour ITV Granada avec Ann Firbank dans le rôle d'Anne et Bryan Marshall dans le rôle du capitaine Wentworth.
- 1995 : Persuasion, téléfilm de 104 min de Roger Michell produit par la BBC, avec Amanda Root dans le rôle d'Anne et Ciarán Hinds dans le rôle du capitaine Wentworth. Cette adaptation a fait aussi une carrière cinématographique.
- 2007 : Persuasion, téléfilm d'Adrian Shergold de 95 min pour ITV1, avec Sally Hawkins dans le rôle d'Anne et Rupert Penry-Jones dans le rôle du capitaine Wentworth.

#### Au cinéma
- 2022 : Persuasion, long métrage d'1h47, réalisé par Carrie Cracknell, pour une diffusion sur Netflix.

#### En littérature
- Comme pour les autres romans de Jane Austen, il existe des récits recueillis de 1997 à 2007 dans Bits of Ivory sur le site Republic of Pemberley[159].
- Susan Kaye propose deux volumes consacrés à Frederick Wentworth, Captain. Dans le tome 1, None but you[160] (2007) elle décrit les déplacements de Frederick Wentworth, une fois démobilisé et rentré en Angleterre, avant son arrivée à Kellynch, puis dans le tome 2, For You Alone[161] (2008) les événements de Persuasion vus du point de vue de Frederick, dont elle dévoile des éléments biographiques (son enfance, sa carrière dans la Navy) et psychologiques, dans un style qui « rend hommage à l'époque de la Régence[162]».
- Amanda Grange, qui s'est spécialisée dans la « recomposition » des journaux intimes des protagonistes masculins des romans de Jane Austen dans un style adapté, selon les mots de Isabelle Ballester, « aux prétendus besoins des lecteurs modernes »[163], a proposé en 2007 celui du capitaine Wentworth[164], où est relatée sa première rencontre avec Anne Elliot.
- Laura Hile consacre les trois tomes de Mercy's Embrace à Elizabeth Elliot : So Rough A Course[165], So Lively a Chase[166] et The Lady Must Decide[167].

### Autres
Dans le film fantastique Entre deux rives (The Lake House) d'Alejandro Agresti, sorti en 2006, Alex Wyler (Keanu Reeves) découvre un exemplaire de Persuasion dans la gare où Kate Forster (Sandra Bullock) lui a signalé qu'elle l'avait oublié. Ce roman, qu'elle aime particulièrement, la conforte dans l'idée qu'il peut y avoir pour eux-mêmes une « deuxième chance », malgré le temps (ils vivent à deux années d'intervalle et communiquent uniquement par la boite à lettres de la « maison du lac ») et la séparation.

## Éditions françaises
(liste exhaustive)
- 1821 : La Famille Elliot, ou L'ancienne inclination - Traduction libre de l'anglais d'un roman posthume de Miss Jane Austen par Mme la baronne Isabelle de Montolieu, Paris : A. Bertrand, 2 vol. ; in-12,
- 1882 : Persuasion - Traduction de Mme Letorsay, Paris : Hachette, 251 p[N 19].
- 1945 : Persuasion - Traduction d'André Belamich, Paris, Éditions Charlot, collection Les 5 continents, 422 p.
- 1980 : Persuasion - Traduction d'André Belamich, postface de Henri Plard, Paris : C. Bourgois, 254 p.
- 1986 : Persuasion - Traduction d'André Belamich, postface d'Henri Plard, Paris, Collection : « 10-18 » no 1771, 316 p.  (ISBN 978-2-264-02383-4)
- 1996 : Romans. 2 / Jane Austen - Postface de Vladimir Nabokov et d'Henri Plard, Paris : Omnibus, Réunit : Northanger Abbey ; Mansfield Park ; Persuasion (Traduction d'André Belamich); Les Watson ; Sanditon.
- 2011 : Persuasion - Traduction de Mme Letorsay ; préface d'Emmanuel Dazin, Paris : Archipoche, no 160,  (ISBN 978-2-35287-211-5)
- 2011 : Persuasion - Nouvelle traduction et édition de Pierre Goubert, préface de Christine Jordis, Paris : Éditions Gallimard, Collection : Folio. Classique no 5214, 420 p.  (ISBN 978-2-07-043956-0)
- 2011 : Raison et sentiments (Traduction de Jean Privat) ; suivi de Persuasion (Traduction d'André Belamich), note biographique de Jacques Roubaud, Paris : Édition France Loisirs, 760 p.,  (ISBN 978-2-298-04564-2)
- 2013 : Œuvres romanesques complètes. II Jane Austen - Édition publiée sous la direction de Pierre Goubert ; avec la collaboration de Guy Laprevotte et de Jean-Paul Pichardie, Paris : Gallimard, Collection : Bibliothèque de la Pléiade no 592, 1364 p. Réunit : Mansfield Park ; Emma ; Persuasion. En appendice : Serments d'amour / Elisabeth Inchbald ; chapitre X du vol. II de la première version de Persuasion ; Sanditon ; Correspondance ;  (ISBN 978-2-07-011381-1)
- 2015 : Persuasion - Traduction Mme Letorsay revue par Jean-Yves Cotté, Paris, Milady-Romance, 408 p.  (ISBN 978-2-82-052260-3).

### Citations originales
1. ↑  « "No Sir" — said Anne — "There is no message..... There is no Truth in any such report." »
2. ↑  « Men have had every advantage of us in telling their own story. Education has been theirs in so much higher a degree; the pen has been in their hands. I will not allow books to prove anything »[38].
3. ↑  « Her pleasure in the walk must arise from the exercise and the day, from the view of the last smiles of the year upon the tawny leaves and withered hedges, and from repeating to herself some few of the thousand poetical descriptions extant of autumn, that season of peculiar and inexhaustible influence on the mind of taste and tenderness, that season which has drawn, from every poet worthy of being read, some attempt at description, or some lines of feeling. »
4. ↑  And he that wole han pris of his gentrye / For he was boren of a gentil hous [...] / And nel hymselven do no gentil dedis. / He nys nat gentil, be he duc or erl [...][158].